# Список римско-католических епархий
Римско-католическая Церковь в своей полноте содержит более чем 3000 церковных юрисдикций, включая более 600 архиепархий, также военные ординариаты, апостольские администратуры, апостольские префектуры, апостольские викариаты, территориальные и персональные прелатуры, и миссии Sui iuris во всем мире.
Это структурный список, чтобы показать отношения каждого диоцеза к друг другу, сгруппированному в церковной провинции, в пределах каждой епископской конференции, в пределах каждого континента или другой географической области.

## Непосредственно подчинённые Святому Престолу

### Архиепархии
- Архидиоцез Алба-Юлии (Румыния);
- Архидиоцез Афин (Греция);
- Архидиоцез Багдада (Ирак);
- Архидиоцез Бара (Черногория);
- Архидиоцез Вадуца (Лихтенштейн);
- Архидиоцез Виннипега (Канада);
- Архидиоцез Задара (Хорватия);
- Архиепархия Тегерана-Исфахана (Иран);
- Архидиоцез Канберры и Гоулбёрна (Австралия);
- Архидиоцез Лукки (Италия);
- Архидиоцез Люксембурга (Люксембург);
- Архидиоцез Монако (Монако);
- Архидиоцез Родоса (Греция);
- Архидиоцез Сингапура (Сингапур);
- Архидиоцез Смирны (Турция);
- Архидиоцез Сполето (Италия);
- Архидиоцез Страсбурга (Франция);
- Архидиоцез Туниса (Тунис)
- Архидиоцез Хобарта (Австралия).

### Епархии
- Диоцез Базеля (Швейцария);
- Диоцез Банжула (Гамбия);
- Диоцез Бафата (Гвинея-Бисау);
- Диоцез Баукау (Восточный Тимор);
- Диоцез Бисау (Гвинея-Бисау);
- Диоцез Гибралтара (Гибралтар);
- Диоцез Джибути (Джибути);
- Диоцез Дили (Восточный Тимор);
- Диоцез Кишинёва (Молдавия);
- Диоцез Кура (Швейцария);
- Диоцез Лагуата (Алжир);
- Диоцез Лозанны, Женевы и Фрибура (Швейцария);
- Диоцез Лугано (Швейцария);
- Диоцез Мальяны (Восточный Тимор);
- Диоцез Меца (Франция);
- Диоцез Минделу (Кабо-Верде);
- Епархия Могадишо (Сомали);
- Диоцез Никопола (Болгария);
- Диоцез Нуакшота (Мавритания);
- Диоцез Орвието-Тоди (Италия);
- Епархия Призрена и Приштины (Косово);
- Диоцез Рейкьявика (Исландия);
- Диоцез Санкт-Галлена (Швейцария);
- Диоцез Сан-Томе и Принсипи (Сан-Томе и Принсипи);
- Диоцез Сантьягу-де-Кабо-Верде (Кабо-Верде);
- Диоцез Сен-Дени-де-ла-Реюньон (заморская территории Франции Реюньон);
- Диоцез Скопье (Македония);
- Диоцез Софии — Пловдива (Болгария);
- Диоцез Сьона (Швейцария);
- Диоцез Терни-Нарни-Амелии (Италия);
- Епархия Таллина (Эстония);
- Диоцез Тенкодого (Буркина-Фасо);
- Диоцез Тонги (Тонга);
- Диоцез Хельсинки (Финляндия).

### Апостольские администратуры
- Апостольская администратура Атырау (Казахстан);
- Апостольская администратура Кавказа (Грузия и Армения);
- Апостольская администратура Кыргызстана (Кыргызстан);
- Апостольская администратура Узбекистана (Узбекистан)
- Апостольская администратура Харбина (Китай);
- Апостольская администратура Южной Албании — администратура византийского обряда, относящаяся к Албанской католической церкви;
- Апостольская администратура для католиков византийского обряда в Казахстане и Центральной Азии;
- Апостольская администратура для верующих византийского обряда в Беларуси (Беларусь).

### Апостольские викариаты
- Апостольский викариат Айсена (Чили);
- Апостольский викариат Александрии Египетской (Египет);
- Апостольский викариат Алеппо (Сирия);
- Апостольский викариат Анатолии (Турция);
- Апостольский викариат Ауасы (Эфиопия);
- Апостольский викариат Бейрута (Ливан);
- Апостольский викариат Бенгази (Ливия);
- Апостольский викариат Бени (Боливия);
- Апостольский викариат Бомади (Нигерия);
- Апостольский викариат Брунея (Бруней);
- Апостольский викариат Гамбелы (Эфиопия);
- Апостольский викариат Гуапи (Колумбия);
- Апостольский викариат Дерны (Ливия);
- Апостольский викариат Джиммы-Бонги (Эфиопия);
- Апостольский викариат Инириды (Колумбия);
- Апостольский викариат Исиоло (Кения);
- Апостольский викариат Карони (Венесуэла);
- Апостольский викариат Контагоры (Нигерия);
- Апостольский викариат Летисии (Колумбия);
- Апостольский викариат Макоку (Габон);
- Апостольский викариат Меки (Эфиопия);
- Апостольский викариат Миту (Колумбия);
- Апостольский викариат Монго (Чад);
- Апостольский викариат Непала (Непал);
- Апостольский викариат Нуфло-де-Чавеса (Боливия);
- Апостольский викариат Нэкэмте (Эфиопия);
- Апостольский викариат Пилькомайо (Парагвай)
- Апостольский викариат Пуэрто-Аякучо (Венесуэла)
- Апостольский викариат Пуэрто-Карреньо (Колумбия)
- Апостольский викариат Пуэрто-Легисамо-Солано (Колумбия);
- Апостольский викариат Сан-Андрес-и-Провиденсии (Колумбия);
- Апостольский викариат Сан-Висенте (Колумбия);
- Апостольский викариат Сан-Хосе-дель-Амазонас (Перу);
- Апостольский викариат Северной Аравии;
- Апостольский викариат Сен-Пьера и Микелона (Сен-Пьер и Микелон, Франция);
- Апостольский викариат Соддо (Эфиопия);
- Апостольский викариат Стамбула (Турция);
- Апостольский викариат Тринидада (Колумбия);
- Апостольский викариат Триполи (Ливия);
- Апостольский викариат Тукупиты (Венесуэла);
- Апостольский викариат Тьеррадентро (Колумбия);
- Апостольский викариат Фессалоник (Греция);
- Апостольский викариат Харэра (Эфиопия);
- Апостольский викариат Хосанны (Эфиопия);
- Апостольский викариат Чако-Парагвайо (Парагвай);
- Апостольский викариат Южной Аравии.

### Территориальные прелатуры
- Территориальная прелатура Аявири (Перу)
- Территориальная прелатура Батанеса (Филиппины)
- Территориальная прелатура Бокас-дель-Торо (Панама)
- Территориальная прелатура Борбы (Бразилия)
- Территориальная прелатура Ильяпеля (Чили)
- Территориальная прелатура Инфанты (Филиппины)
- Территориальная прелатура Исабелы (Филиппины)
- Территориальная прелатура Итайтубы (Бразилия)
- Территориальная прелатура Итакуатиары (Бразилия)
- Территориальная прелатура Канкун-Четумаля (Мексика)
- Территориальная прелатура Каравели (Перу)
- Территориальная прелатура Кристаландии (Бразилия)
- Территориальная прелатура Лабреа (Бразилия)
- Территориальная прелатура Лорето (Италия)
- Территориальная прелатура Марави (Филиппины)
- Территориальная прелатура Маражо (Бразилия)
- Территориальная прелатура Михеса (Мексика)
- Территориальная прелатура Мойобамба (Перу)
- Территориальная прелатура Помпеи (Италия)
- Территориальная прелатура Сан-Фелиса (Бразилия)
- Территориальная прелатура Санто-Кристо-де-Эсквипуласа (Гватемала)
- Территориальная прелатура Сикуани (Перу)
- Территориальная прелатура Тефе (Бразилия)
- Территориальная прелатура Тромсё (Норвегия)
- Территориальная прелатура Тронхейма (Норвегия)
- Территориальная прелатура Уамачуко (Перу)
- Территориальная прелатура Уаутлы (Мексика)
- Территориальная прелатура Хесус Мария дель Наяр (Мексика)
- Территориальная прелатура Хули (Перу)
- Территориальная прелатура Чота (Перу)
- Территориальная прелатура Чукибамба (Перу)
- Территориальная прелатура Чукибамбилья (Перу)
- Территориальная прелатура Шингу (Бразилия)
- Территориальная прелатура Эль-Сальто (Мексика)
- Территориальная прелатура Яуйос (Перу)

### Апостольские префектуры
- Апостольская префектура Азербайджана (Азербайджан);
- Апостольская префектура Анькана (Китай);
- Апостольская префектура Баоцзина (Китай);
- Апостольская префектура Вэйхая (Китай);
- Апостольская префектура Гуйлиня (Китай);
- Апостольская префектура Западной Сахары (Западная Сахара);
- Апостольская префектура Идусяня (Китай);
- Апостольская префектура Исяня (Китай);
- Апостольская префектура Линлина (Китай);
- Апостольская префектура Линьтуна (Китай);
- Апостольская префектура Линьцина (Китай);
- Апостольская префектура Лисяня (Китай);
- Апостольская префектура Мисураты (Ливия);
- Апостольская префектура Робе (Эфиопия);
- Апостольская префектура Синина (Китай);
- Апостольская префектура Синсяна (Китай);
- Апостольская префектура Синьцзяна (Китай);
- Апостольская префектура Синьцзян-Урумчи (Китай);
- Апостольская префектура Суйсяня (Китай);
- Апостольская префектура Сяньтаня (Китай);
- Апостольская префектура Тунчжоу (Китай);
- Апостольская префектура Туньси (Китай);
- Апостольская префектура Хайнаня (Китай);
- Апостольская префектура Хайчжоу (Китай);
- Апостольская префектура Цзямусы (Китай);
- Апостольская префектура Цзяньоу (Китай);
- Апостольская префектура Цицикара (Китай);
- Апостольская префектура Чжаотуна (Китай);
- Апостольская префектура Шаоу (Китай);
- Апостольская префектура Шаши (Китай);
- Апостольская префектура Шицяня (Китай);
- Апостольская префектура Южного Сахалина (Россия);
- Апостольская префектура Юэяна (Китай);
- Апостольская префектура Янчжоу (Китай).

### Территориальные аббатства
- Территориальное аббатство Айнзидельна;
- Территориальное аббатство Веттинген-Мерерау;
- Территориальное аббатство Монтеверджине;
- Территориальное аббатство Монтекассино;
- Территориальное аббатство Монте-Оливето-Маджоре;
- Территориальное аббатство Паннонхальма;
- Территориальное аббатство Пресвятой Девы Марии в Гроттаферата;
- Территориальное аббатство Пресвятой Троицы в Кава-де-Тиррели;
- Территориальное аббатство Сан-Маурицио-де-Агуно;
- Территориальное аббатство Субьако;
- Территориальное аббатство Токвон.

### Персональная Апостольская Администратура
- Персональная апостольская администратура святого Иоанна Марии Вианнея

### Персональные ординариаты
- Персональный Ординариат Кафедры Святого Петра;
- Персональный Ординариат Уолшинхемской Девы Марии;
- Персональный ординариат Пресвятой Девы Марии Южного Креста.

### Военные ординариаты
- Военный ординариат Австралии
- Военный ординариат Австрии
- Военный ординариат Аргентины
- Военный ординариат Бразилии
- Военный ординариат Великобритании
- Военный ординариат Германии
- Военный ординариат Индонезии
- Военный ординариат Испании
- Военный ординариат Италии
- Военный ординариат Канады
- Военный ординариат Кении
- Военный ординариат Колумбии
- Военный ординариат Литвы
- Военный ординариат Нидерландов
- Военный ординариат Новой Зеландии
- Военный ординариат Парагвая
- Военный ординариат Перу
- Военный ординариат Польши
- Военный ординариат Португалии
- Военный ординариат Словакии
- Военный ординариат США
- Военный ординариат Уганды
- Военный ординариат Филиппин
- Военный ординариат Франции
- Военный ординариат Хорватии
- Военный ординариат Чили
- Военный ординариат Эквадора
- Военный ординариат Южной Африки
- Военный ординариат Южной Кореи

### Миссии sui iuris
- Миссия sui iuris на Каймановых островах;
- Миссия sui iuris на островах Тёркс и Кайкос;
- Миссия sui iuris на островах Святой Елены, Вознесения и Тристан-да-Кунья;
- Миссия sui iuris на Тувалу;
- Миссия sui iuris на Токелау;
- Миссия sui iuris в Афганистане;
- Миссия sui iuris в Таджикистане;
- Миссия sui iuris в Туркменистане.

## Северная Америка

### Епископская конференция Антильских островов
Церковная провинция Кастри
- Архиодиоцез Кастри;
  - Диоцез Розо;
  - Диоцез Сент-Джонса — Бастера;
  - Диоцез Сент-Джорджеса.

Церковная провинция Кингстона
- Архидиоцез Кингстона;
  - Диоцез Белиза-Бельмопана;
  - Диоцез Мандевилля;
  - Диоцез Монтего-Бея;
  - Миссия sui iuris на Каймановых островах.

Церковная провинция Нассау
- Архидиоцез Нассау;
  - Диоцез Гамильтона;
  - Миссия sui iuris на островах Теркс и Кайкос.

Церковная провинция Порт-оф-Спейна
- Архидиоцез Порт-оф-Спейна;
  - Диоцез Бриджтауна;
  - Диоцез Виллемстада;
  - Диоцез Джорджтауна;
  - Диоцез Кингстауна;
  - Диоцез Парамарибо.

Церковная провинция Фор-де-Франса
- Архидиоцез Фор-де-Франса;
  - Диоцез Бас-Тера;
  - Диоцез Кайенны.

### Епископская конференция Гаити
Церковная провинция Кап-Аитьена
- Архидиоцез Кап-Аитьена;
  - Диоцез Гонаива;
  - Диоцез Пор-де-Пе;
  - Диоцез Фор-Либерте;
  - Диоцез Энша.

Церковная провинция Порт-о-Пренса
- Архидиоцез Порт-о-Пренса;
  - Диоцез Анс-а-Ву и Мирагоана;
  - Диоцез Жакмеля;
  - Диоцез Жереми;
  - Диоцез Ле-Ке.

### Епископская конференция Гватемалы
Церковная провинция Гватемалы
- Архидиоцез Гватемалы;
  - Диоцез Верапаса;
  - Диоцез Сакапы;
  - Диоцез Святой Розы Лимской;
  - Диоцез Халапы;
  - Диоцез Эскуинтлы;
  - Территориальная прелатура Санто-Кристо-де-Эсквипуласа

Церковная провинция Лос-Альтос Кесальтенанго-Тотоникапан
- Архидиоцез Лос-Альтос Кесальтенанго — Тотоникапан;
  - Диоцез Киче;
  - Диоцез Сан-Маркоса;
  - Диоцез Сололы-Чимальтенанго;
  - Диоцез Сучитепекеса-Реталулеу;
  - Диоцез Уэуэтенанго;
  - Апостольский викариат Исабаля;
  - Апостольский викариат Эль-Петена.

### Епископская конференция Гондураса
Церковная провинция Тегусигальпы
- Архидиоцез Тегусигальпы;
  - Диоцез Йоро;
  - Диоцез Комаягуа;
  - Диоцез Ла-Сейбы;
  - Диоцез Сан-Педро-Сула;
  - Диоцез Санта-Роса-де-Копан;
  - Диоцез Трухильо;
  - Диоцез Хутикальпы;
  - Диоцез Чолутеки.

### Епископская конференция Доминиканской Республики
Церковная провинция Санто-Доминго
- Архидиоцез Санто-Доминго
  - Диоцез Бани;
  - Диоцез Бараоны;
  - Диоцез Нуэстра Сеньора де ла Альтаграсия эн Игуэя;
  - Диоцез Сан-Хуана-де-ла-Магуаны;
  - Диоцез Сан-Педро-де-Макориса.

Церковная провинция Сантьяго-де-лос-Кабальероса
- Архидиоцез Сантьяго-де-лос-Кабальерос;
  - Диоцез Ла-Веги;
  - Диоцез Мао — Монте-Кристи;
  - Диоцез Пуэрто-Плата;
  - Диоцез Сан-Франсиско-де-Макорис.

### Епископская конференция Канады
Церковная провинция Ванкувера
- Архидиоцез Ванкувера;
  - Диоцез Виктории;
  - Диоцез Камлупса;
  - Диоцез Нельсона;
  - Диоцез Принс-Джорджа.

Церковная провинция Галифакса
- Архидиоцез Галифакса;
  - Диоцез Антигониша;
  - Диоцез Шарлоттауна;
  - Диоцез Ярмута.

Церковная провинция Гатино
- Архидиоцез Гатино;
  - Диоцез Эймоса;
  - Диоцез Мон-Лорье;
  - Диоцез Руэн-Норанды.

Церковная провинция Груар — Мак-Леннана
- Архидиоцез Груара — Мак-Леннана;
  - Диоцез Маккензи — Форт-Смита;
  - Диоцез Уайтхорса.

Церковная провинция Квебека
- Архидиоцез Квебека;
  - Диоцез Сент-Анн-де-Ла-Покатьера;
  - Диоцез Труа-Ривьера;
  - Диоцез Шикутими.

Церковная провинция Кивотина — Ле-Па
- Архидиоцез Кивотина — Ле-Па;
  - Диоцез Мусони;
  - Диоцез Черчилла — Гудзонова залива.

Церковная провинция Кингстона
- Архидиоцез Кингстона;
  - Диоцез Александрии — Корнуолла;
  - Диоцез Питерборо;
  - Диоцез Су-Сент-Мари.

Церковная провинция Монктона
- Архидиоцез Монктона;
  - Диоцез Батерста;
  - Диоцез Сент-Джона;
  - Диоцез Эдмундстона.

Церковная провинция Монреаля
- Архидиоцез Монреаля;
  - Диоцез Валлифилда;
  - Диоцез Жольета;
  - Диоцез Сен-Жана — Лонгёя;
  - Диоцез Сен-Жерома.

Церковная провинция Оттавы-Корнуолла
- Архидиоцез Оттавы-Корнуолла;
  - Диоцез Пемброка;
  - Диоцез Тимминса;
  - Диоцез Херста.

Церковная провинция Реджайны
- Архидиоцез Рейджаны;
  - Диоцез Принс-Альберта;
  - Диоцез Саскатуна.

Церковная провинция Римуски
- Архидиоцез Святого Германа;
  - Диоцез Бе-Комо;
  - Диоцез Гаспе.

Церковная провинция Святого Бонифация
- Архидиоцез Святого Бонифация.

Церковная провинция Сент-Джонса
- Архидиоцез Сент-Джонса;
  - Диоцез Гранд-Фолса;
  - Диоцез Корнер-Брука и Лабрадора.

Церковная провинция Торонто
- Архидиоцез Торонто;
  - Диоцез Гамильтона;
  - Диоцез Лондона;
  - Диоцез Сент-Катаринса;
  - Диоцез Тандер-Бея.

Церковная провинция Шербрука
- Архидиоцез Шербрука;
  - Диоцез Николе;
  - Диоцез Сент-Иасента.

Церковная провинция Эдмонтона
- Архидиоцез Эдмонтона;
  - Диоцез Калгари;
  - Диоцез Святого Павла в Альберте.

### Епископская конференция Коста-Рики
Церковная провинция Сан-Хосе де Коста-Рика
- Архидиоцез Сан-Хосе де Коста-Рики;
  - Диоцез Алахуэлы;
  - Диоцез Картаго;
  - Диоцез Сьюдад-Кесады;
  - Диоцез Лимона;
  - Диоцез Пунтаренаса;
  - Диоцез Сан-Исидро де Эль-Хенераля;
  - Диоцез Тиларана-Либерии.

### Епископская конференция Кубы
Церковная провинция Камагуэя
- Архидиоцез Камагуэя;
  - Диоцез Санта-Клары;
  - Диоцез Сьего-де-Авилы;
  - Диоцез Сьенфуэгоса.

Церковная провинция Сан-Кристобаль де Ла Гавана
- Архидиоцез Сан-Кристобаль де Ла Гавана;
  - Диоцез Матансаса;
  - Диоцез Пинар-дель-Рио.

Церковная провинция Сантьяго-де-Куба;
- Архидиоцез Сантьяго-де-Кубы;
  - Диоцез Гуантанамо-Баракоа;
  - Диоцез Ольгина;
  - Диоцез Сантисимо-Сальвадор-де-Баямо-Мансанильо.

### Епископская конференция Мексики
Церковная провинция Акапулько
- Архидиоцез Акапулько;
  - Диоцез Сьюдад-Альтамирано;
  - Диоцез Тлапы;
  - Диоцез Чильпансинго-Чилапы.

Церковная провинция Бахио
- Архидиоцез Леона;
  - Диоцез Ирапуато;
  - Диоцез Керетаро;
  - Диоцез Селаи.

Церковная провинция Гвадалахары
- Архидиоцез Гвадалахары;
  - Диоцез Агуаскальентеса;
  - Диоцез Аутлана;
  - Диоцез Колимы;
  - Диоцез Сан-Хуан-де-лос-Лагоса;
  - Диоцез Сьюдад-Гусмана;
  - Диоцез Тепика;
  - Территориальная прелатура Хесус Мария дель Наяр.

Церковная провинция Дуранго
- Архидиоцез Дуранго;
  - Диоцез Гомес-Паласио;
  - Диоцез Масатлана;
  - Диоцез Торреона;
  - Территориальная прелатура Эль-Сальто.

Церковная провинция Идальго
- Архидиоцез Тулансинго;
  - Диоцез Тулы;
  - Диоцез Уэхутлы.

Церковная провинция Мехико
- Архидиоцез Мехико;
  - Диоцез Атлакомулько;
  - Диоцез Куэрнаваки;
  - Диоцез Толуки.

Церковная провинция Монтеррея
- Архидиоцез Монтеррея;
  - Диоцез Линареса;
  - Диоцез Матамороса;
  - Диоцез Нуэво-Ларедо;
  - Диоцез Пьедрас-Неграса;
  - Диоцез Сальтильо;
  - Диоцез Сьюдад-Виктории;
  - Диоцез Тампико.

Церковная провинция Морелии
- Архидиоцез Морелии;
  - Диоцез Апатсингана;
  - Диоцез Самора;
  - Диоцез Сьюдад-Ласаро-Карденаса;
  - Диоцез Такамбаро.

Церковная провинция Нижней Калифорнии
- Архидиоцез Тихуаны;
  - Диоцез Ла-Паса (Южная Нижняя Калифорния);
  - Диоцез Мехикали;
  - Диоцез Энсенады.

Церковная провинция Оахаки
- Архидиоцез Оахаки;
  - Диоцез Пуэрто-Эскондидо;
  - Диоцез Теуантепека;
  - Диоцез Тустепека;
  - Территориальная прелатура Уаутлы;
  - Территориальная прелатура Михеса.

Церковная провинция Пуэбла-де-лос-Анхелос
- Архидиоцез Пуэбла-де-лос-Анхелос;
  - Диоцез Теуакана;
  - Диоцез Тласкалы;
  - Диоцез Уахуапан-де-Леона.

Церковная провинция Сан-Луис-Потоси
- Архидиоцез Сан-Луис-Потоси;
  - Диоцез Сьюдад-Вальеса.
  - Диоцез Матеуалы;
  - Диоцез Сакатекаса;

Церковная провинция Тлальнепантлы
- Архидиоцез Тлальнепантлы;
  - Диоцез Валье-де-Чалько;
  - Диоцез Искальи;
  - Диоцез Куаутитлана;
  - Диоцез Нецауалькойотля;
  - Диоцез Тешкоко;
  - Диоцез Экатепека.

Церковная провинция Халапы
- Архидиоцез Халапы;
  - Диоцез Веракруса;
  - Диоцез Коацакоалькоса;
  - Диоцез Кордобы;
  - Диоцез Орисабы;
  - Диоцез Папантлы;
  - Диоцез Сан-Андрес-Тустлы;
  - Диоцез Туспана.

Церковная провинция Чиуауа
- Архидиоцез Чиуауа;
  - Диоцез Куаутемок-Мадеры;
  - Диоцез Нуэва-Касас-Грандеса;
  - Диоцез Парраля;
  - Диоцез Сьюдад-Хуареса;
  - Диоцез Тараумары.

Церковная провинция Чьяпаса
- Архидиоцез Тустла-Гутьересса;
  - Диоцез Сан-Кристобаль-де-лас-Касаса;
  - Диоцез Тапачулы.

Церковная провинция Эрмосильо
- Архидиоцез Эрмосильо;
  - Диоцез Кульякана;
  - Диоцез Сьюдад-Обрегона.

Церковная провинция Юкатана
- Архидиоцез Юкатана;
  - Диоцез Кампече;
  - Диоцез Табаско;
  - Территориальная прелатура Канкун-Четумаля.

### Епископская конференция Никарагуа
Церковная провинция Манагуа
- Архидиоцез Манагуа;
  - Диоцез Гранады;
  - Диоцез Леона;
  - Диоцез Матагальпы;
  - Диоцез Хинотеги;
  - Диоцез Хуигальпы;
  - Диоцез Эстели;
  - Апостольский викариат Блуфилдса.

### Епископская конференция Панамы
Церковная провинция Панамы
- Архидиоцез Панамы;
  - Диоцез Давида;
  - Диоцез Колона-Куна-Ялы;
  - Диоцез Пенономе;
  - Диоцез Сантьяго-де-Верагуаса;
  - Диоцез Читре;
  - Территориальная прелатура Бокас-дель-Торо.

### Епископская конференция Пуэрто-Рико
Церковная провинция Сан-Хуана де Пуэрто-Рико
- Архидиоцез Сан-Хуана де Пуэрто-Рико
  - Диоцез Аресибо;
  - Диоцез Кагуаса;
  - Диоцез Маягуэса;
  - Диоцез Понсе;
  - Диоцез Фахардо-Умакао.

### Епископская конференция Эль Сальвадора
Церковная провинция Сан-Сальвадора
- Архидиоцез Сан-Сальвадора;
  - Диоцез Сакатеколуки;
  - Диоцез Сан-Мигеля;
  - Диоцез Сан-Висенте;
  - Диоцез Санта-Аны;
  - Диоцез Сантьяго де Мария;
  - Диоцез Сонсонате;
  - Диоцез Чалатенанго.

### Епископская конференция Соединённых Штатов Америки
Церковная провинция Анкориджа
- Архидиоцез Анкориджа-Джуно;
  - Диоцез Фэрбанкс.

Церковная провинция Атланты
- Архидиоцез Атланты;
  - Диоцез Роли;
  - Диоцез Саванны;
  - Диоцез Чарлстона;
  - Диоцез Шарлотта.

Церковная провинция Балтимора
- Архидиоцез Балтимора;
  - Диоцез Арлингтона
  - Диоцез Ричмонда
  - Диоцез Уилинг-Чарлстона;
  - Диоцез Уилмингтона.

Церковная провинция Бостона
- Архидиоцез Бостона;
  - Диоцез Бёрлингтона;
  - Диоцез Вустера;
  - Диоцез Манчестер;
  - Диоцез Портленда;
  - Диоцез Спрингфилда (Массачусетс);
  - Диоцез Фолл-Ривера.

Церковная провинция Вашингтона
- Архидиоцез Вашингтона;
  - Диоцез Сент-Томаса.

Церковная провинция Галвестон-Хьюстона
- Архидиоцез Галвестон-Хьюстона;
  - Диоцез Бомонта;
  - Диоцез Браунсвилла;
  - Диоцез Виктории (Техас);
  - Диоцез Корпус-Кристи;
  - Диоцез Остина;
  - Диоцез Тайлера.

Церковная провинция Денвера
- Архидиоцез Денвера;
  - Диоцез Колорадо-Спрингса;
  - Диоцез Пуэбло;
  - Диоцез Шайенна.

Церковная провинция Детройта
- Архидиоцез Детройта;
  - Диоцез Гейлорда;
  - Диоцез Гранд-Рапидса;
  - Диоцез Каламазу;
  - Диоцез Лансинга;
  - Диоцез Маркетта;
  - Диоцез Сагино.

Церковная провинция Дубьюка
- Архидиоцез Дубьюка;
  - Диоцез Давенпорта;
  - Диоцез Де-Мойна;
  - Диоцез Су-Сити.

Церковная провинция Индианаполиса
- Архидиоцез Индианаполиса;
  - Диоцез Гэри;
  - Диоцез Лафейетта Индианского;
  - Диоцез Форт-Уэйна-Саут-Бенда;
  - Диоцез Эвансвилла.

Церковная провинция Канзас-Сити
- Архидиоцез Канзас-Сити (Канзас);
  - Диоцез Додж-Сити;
  - Диоцез Салайны;
  - Диоцез Уичито;

Церковная провинция Лос-Анджелеса
- Архидиоцез Лос-Анджелеса;
  - Диоцез Монтерея;
  - Диоцез Оринджа;
  - Диоцез Сан-Бернардино;
  - Диоцез Сан-Диего;
  - Диоцез Фресно.

Церковная провинция Луисвилла
- Архидиоцез Луисвилла;
  - Диоцез Ковингтон;
  - Диоцез Лексингтона;
  - Диоцез Мемфиса;
  - Диоцез Ноксвилла;
  - Диоцез Нашвилла;
  - Диоцез Оуэнсборо.

Церковная провинция Майами
- Архидиоцез Майами;
  - Диоцез Вениса;
  - Диоцез Орландо;
  - Диоцез Палм-Бич;
  - Диоцез Пенсаколы-Таллахасси;
  - Диоцез Сент-Огастина;
  - Диоцез Сент-Питерсберга.

Церковная провинция Милуоки
- Архидиоцез Милуоки;
  - Диоцез Грин-Бея;
  - Диоцез Ла-Кросса;
  - Диоцез Мадисона;
  - Диоцез Сьюпириора.

Церковная провинция Мобила
- Архидиоцез Мобила;
  - Диоцез Билокси;
  - Диоцез Бирмингема Алабамского;
  - Диоцез Джексон.

Церковная провинция Нового Орлеана
- Архидиоцез Нового Орлеана;
  - Диоцез Александрии Луизианской;
  - Диоцез Батон-Ружа;
  - Диоцез Лафейетта Луизианского;
  - Диоцез Лейк-Чарльз;
  - Диоцез Хума-Тибодо;
  - Диоцез Шривпорта.

Церковная провинция Нью-Йорка
- Архидиоцез Нью-Йорка;
  - Диоцез Буффало;
  - Диоцез Бруклина;
  - Диоцез Огденсберга;
  - Диоцез Олбани;
  - Диоцез Рочестера;
  - Диоцез Роквилл Сентра;
  - Диоцез Сиракьюса.

Церковная провинция Ньюарка
- Архидиоцез Ньюарка;
  - Диоцез Камдена;
  - Диоцез Метачена;
  - Диоцез Патерсона;
  - Диоцез Трентона.

Церковная провинция Оклахома-Сити
- Архидиоцез Оклахома-Сити;
  - Диоцез Литл-Рок;
  - Диоцез Талсы.

Церковная провинция Омахи
- Архидиоцез Омахи;
  - Диоцез Гранд-Айленд;
  - Диоцез Линкольна.

Церковная провинция Портленда
- Архидиоцез Портленда;
  - Диоцез Бейкера;
  - Диоцез Бойсе;
  - Диоцез Грейт-Фолс-Биллингса;
  - Диоцез Хелены.

Церковная провинция Сан-Антонио
- Архидиоцез Сан-Антонио;
  - Диоцез Амарилло;
  - Диоцез Даллас;
  - Диоцез Лаббока;
  - Диоцез Ларедо;
  - Диоцез Сан-Анджело;
  - Диоцез Форт-Уэрта;
  - Диоцез Эль-Пасо.

Церковная провинция Сан-Франциско
- Архидиоцез Сан-Франциско;
  - Диоцез Гонолулу;
  - Диоцез Лас-Ве́гаса;
  - Диоцез Окленда;
  - Диоцез Рино;
  - Диоцез Сакраменто;
  - Диоцез Сан-Хосе Калифорнийского;
  - Диоцез Санта-Розы Калифорнийской;
  - Диоцез Солт-Лейк-Сити;
  - Диоцез Стоктона.

Церковная провинция Санта-Фе
- Архидиоцез Санта-Фе;
  - Диоцез Галлапа;
  - Диоцез Лас-Крусеса;
  - Диоцез Тусона;
  - Диоцез Финикса.

Церковная провинция Сент-Луиса
- Архидиоцез Сент-Луиса;
  - Диоцез Джефферсон-Сити;
  - Диоцез Канзас-Сити-Сент-Джозефа;
  - Диоцез Спрингфилд-Кейп-Жирардо.

Церковная провинция Сент-Пола и Миннеаполиса
- Архидиоцез Сент-Пола и Миннеаполиса;
  - Диоцез Бисмарка;
  - Диоцез Дулута;
  - Диоцез Крукстона;
  - Диоцез Нью-Алма;
  - Диоцез Рапид-Сити;
  - Диоцез Сент-Клауда;
  - Диоцез Су-Фолса;
  - Диоцез Уиноны;
  - Диоцез Фарго.

Церковная провинция Сиэтла
- Архидиоцез Сиэтла;
  - Диоцез Спокана;
  - Диоцез Якимы.

Церковная провинция Филадельфии
- Архидиоцез Филадельфии;
  - Диоцез Аллентауна;
  - Диоцез Алтуны-Джонстауна;
  - Диоцез Гаррисберга;
  - Диоцез Гринсберга;
  - Диоцез Питтсбурга;
  - Диоцез Скрантона;
  - Диоцез Эри.

Церковная провинция Хартфорда
- Архидиоцез Хартфорда;
  - Диоцез Бриджпорта;
  - Диоцез Норуича;
  - Диоцез Провиденс.

Церковная провинция Цинциннати
- Архидиоцез Цинциннати;
  - Диоцез Кливленда;
  - Диоцез Колумбус;
  - Диоцез Стьюбенвилла;
  - Диоцез Толидо;
  - Диоцез Янгстауна.

Церковная провинция Чикаго
- Архидиоцез Чикаго;
  - Диоцез Белвилла;
  - Диоцез Джолиета;
  - Диоцез Пеории;
  - Диоцез Рокфорда;
  - Диоцез Спрингфилда (Иллинойс).

## Европа

### Епископская конференция Австрии
Церковная провинция Вены
- Архидиоцез Вены;
  - Диоцез Айзенштадта;
  - Диоцез Линца;
  - Диоцез Санкт-Пёльтена.

Церковная провинция Зальцбурга
- Архидиоцез Зальцбурга;
  - Диоцез Грац-Зеккау;
  - Диоцез Гурка;
  - Диоцез Инсбрука;
  - Диоцез Фельдкирха.

### Епископская конференция Албании
Церковная провинция Тираны-Дурреса
- Архидиоцез Тираны-Дурреса;
  - Диоцез Решени;
  - Апостольская администратура Южной Албании.

Церковная провинция Шкодер-Пульт
- Архидиоцез Шкодер-Пулт;
  - Диоцез Лежи;
  - Диоцез Сапы.

### Епископская конференция Англии и Уэльса
Церковная провинция Бирмингема
- Архидиоцез Бирмингема;
  - Диоцез Клифтона;
  - Диоцез Шрусбери.

Церковная провинция Вестминстера
- Архидиоцез Вестминстера;
  - Диоцез Брентвуда;
  - Диоцез Восточной Англии;
  - Диоцез Нортгемптона;
  - Диоцез Ноттингема.

Церковная провинция Кардиффа
- Архидиоцез Кардиффа;
  - Диоцез Меневии;
  - Диоцез Рексема.

Церковная провинция Ливерпуля
- Архидиоцез Ливерпуля;
  - Диоцез Ланкастера;
  - Диоцез Лидса;
  - Диоцез Мидлсбро;
  - Диоцез Солфорда;
  - Диоцез Хэллэма;
  - Диоцез Хексэма и Ньюкасла.

Церковная провинция Саутворка
- Архидиоцез Саутворка;
  - Диоцез Арундела и Брайтона;
  - Диоцез Плимута;
  - Диоцез Портсмута.

### Епископская конференция Беларуси
Церковная провинция Минска-Могилёва
- Архидиоцез Минска-Могилёва;
  - Диоцез Витебска;
  - Диоцез Гродно;
  - Диоцез Пинска.

### Епископская конференция Бельгии
Церковная провинция Мехелена-Брюсселя
- Архидиоцез Мехелена-Брюсселя;
  - Диоцез Антверпена;
  - Диоцез Брюгге;
  - Диоцез Гента;
  - Диоцез Льежа;
  - Диоцез Намюра;
  - Диоцез Турне;
  - Диоцез Хасселта.

### Епископская конференция Боснии
Церковная провинция Сараево
- Архидиоцез Врхбосны;
  - Диоцез Баня-Луки;
  - Диоцез Мостар-Дувно;
  - Диоцез Требинье-Мркан.

### Епископская конференция Венгрии
Церковная провинция Веспрема
- Архидиоцез Веспрема;
  - Диоцез Капошвара;
  - Диоцез Сомбатхея.

Церковная провинция Калоча-Кечкемет
- Архидиоцез Калоча-Кечкемет;
  - Диоцез Печа;
  - Диоцез Сегед-Чанад.

Церковная провинция Эгера
- Архидиоцез Эгера;
  - Диоцез Ваца;
  - Диоцез Дебрецен-Ньиредьхаза.

Церковная провинция Эстергом-Будапешта
- Архидиоцез Эстергом-Будапешта;
  - Диоцез Дьёра;
  - Диоцез Секешфехервара;
  - Диоцез Хайдудорога.

### Епископская конференция Германии
Церковная провинция Бамберга
- Архидиоцез Бамберга;
  - Диоцез Айхштета;
  - Диоцез Вюрцбурга;
  - Диоцез Шпайера.

Церковная провинция Берлина
- Архидиоцез Берлина;
  - Диоцез Гёрлица;
  - Диоцез Дрезден-Майссена.

Церковная провинция Гамбурга
- Архидиоцез Гамбурга;
  - Диоцез Оснабрюка;
  - Диоцез Хильдесхайма.

Церковная провинция Кёльна
- Архидиоцез Кёльна;
  - Диоцез Аахена;
  - Диоцез Лимбурга;
  - Диоцез Мюнстера;
  - Диоцез Трира;
  - Диоцез Эссена.

Церковная провинция Мюнхена и Фрайзинга
- Архидиоцез Мюнхена и Фрайзинга;
  - Диоцез Аугсбурга;
  - Диоцез Пассау;
  - Диоцез Регенсбурга.

Церковная провинция Падерборна
- Архидиоцез Падерборна;
  - Диоцез Магдебурга;
  - Диоцез Фульды;
  - Диоцез Эрфурта.

Церковная провинция Фрайбург-в-Брайсгау
- Архидиоцез Фрайбурга;
  - Диоцез Майнца;
  - Диоцез Роттенбург-Штутгарта.

### Епископская конференция Греции
Церковная провинция Корфу, Занте и Кефалинии
- Архидиоцез Корфу, Занте и Кефалинии.

Церковная провинция Наксоса, Андроса, Тиноса и Миконоса
- Архидиоцез Наксоса, Андроса, Тиноса и Миконоса;
  - Диоцез Крита;
  - Диоцез Санторини;
  - Диоцез Сироса и Милоса;
  - Диоцез Хиоса.

### Епископская конференция Ирландии
Церковная провинция Армы
- Архидиоцез Армы;
  - Диоцез Арды и Клонмакнойса;
  - Диоцез Дауна и Коннора;
  - Диоцез Дерри;
  - Диоцез Дромора;
  - Диоцез Килмора;
  - Диоцез Клохера;
  - Диоцез Мита;
  - Диоцез Рафо.

Церковная провинция Дублина
- Архидиоцез Дублина;
  - Диоцез Килдэра и Лейхлина;
  - Диоцез Оссори;
  - Диоцез Фернса.

Церковная провинция Кашела
- Архидиоцез Кашела;
  - Диоцез Керри;
  - Диоцез Киллало;
  - Диоцез Клойна;
  - Диоцез Корка и Росса;
  - Диоцез Лимерика;
  - Диоцез Уотерфорда и Лисмора.

Церковная провинция Туама
- Архидиоцез Туама;
  - Диоцез Ахонри;
  - Диоцез Голуэя, Килмакдуа и Килфеноры;
  - Диоцез Киллалы;
  - Диоцез Клонферта;
  - Диоцез Элфина.

### Епископская конференция Испании
Церковная провинция Барселоны
- Архидиоцез Барселоны;
  - Диоцез Сан-Фелиу-де-Льобрегата;
  - Диоцез Террассы.

Церковная провинция Бургоса
- Архидиоцез Бургоса;
  - Диоцез Бильбао;
  - Диоцез Витории;
  - Диоцез Осма-Сории;
  - Диоцез Паленсии.

Церковная провинция Валенсии
- Архидиоцез Валенсии;
  - Диоцез Ибицы;
  - Диоцез Мальорки;
  - Диоцез Менорки;
  - Диоцез Ориуэла-Аликанте;
  - Диоцез Сегорбе-Кастельона.

Церковная провинция Вальядолида
- Архидиоцез Вальядолида;
  - Диоцез Авилы;
  - Диоцез Саламанки;
  - Диоцез Саморы;
  - Диоцез Сеговии;
  - Диоцез Сьюдад-Родриго.

Церковная провинция Гранады
- Архидиоцез Гранады;
  - Диоцез Альмерии;
  - Диоцез Гуадиса;
  - Диоцез Картахены;
  - Диоцез Малаги;
  - Диоцез Хаэна.

Церковная провинция Мадрида
- Архидиоцез Мадрида;
  - Диоцез Алькала-де-Энареса;
  - Диоцез Хетафе.

Церковная провинция Мериды — Бадахоса
- Архидиоцез Мериды — Бадахоса;
  - Диоцез Кории-Касереса;
  - Диоцез Пласенсии.

Церковная провинция Овьедо
- Архидиоцез Овьедо;
  - Диоцез Асторги;
  - Диоцез Леона;
  - Диоцез Сантандера.

Церковная провинция Памплоны
- Архидиоцез Памплона-и-Туделы;
  - Диоцез Калаорры и Ла-Кальсада-Логроньо;
  - Диоцез Сан-Себастьяна;
  - Диоцез Хаки.

Церковная провинция Сантьяго де Компостелы
- Архидиоцез Сантьяго-де-Компостелы;
  - Диоцез Луго;
  - Диоцез Мондоньедо-Ферроля;
  - Диоцез Оренсе;
  - Диоцез Туй-Виго.

Церковная провинция Сарагосы
- Архидиоцез Сарагосы;
  - Диоцез Барбастро-Монсона;
  - Диоцез Тарасоны;
  - Диоцез Теруэля и Альбаррасина;
  - Диоцез Уэски.

Церковная провинция Севильи
- Архидиоцез Севильи;
  - Диоцез Кадиса и Сеуты;
  - Диоцез Канарских островов;
  - Диоцез Кордобы;
  - Диоцез Сан-Кристобаль-де-ла-Лагуны;
  - Диоцез Уэльвы;
  - Диоцез Херес-де-ла-Фронтеры.

Церковная провинция Таррагоны
- Архидиоцез Таррагоны;
  - Диоцез Вика;
  - Диоцез Лериды;
  - Диоцез Сольсоны;
  - Диоцез Тортосы;
  - Диоцез Урхеля;
  - Диоцез Жироны.

Церковная провинция Толедо
- Архидиоцез Толедо;
  - Диоцез Альбасете;
  - Диоцез Куэнки;
  - Диоцез Сигуэнса-Гвадалахары;
  - Диоцез Сьюдад-Реаля.

### Епископская конференция Италии
Церковная провинция Агридженто
- Архидиоцез Агридженто;
  - Диоцез Кальтаниссетты;
  - Диоцез Пьяцца Армерины.

Церковная провинция Анкона-Озимо
- Архидиоцез Анкона-Озимо;
  - Диоцез Йези;
  - Диоцез Сенигаллии;
  - Диоцез Фабриано-Мателики;
  - Территориальная прелатура Лорето.

Церковная провинция Бари-Битонто
- Архидиоцез Бари-Битонто;
  - Архидиоцез Трани-Барлетта-Бишелье;
  - Диоцез Альтамира-Гравина-Аквавива делле Фонти;
  - Диоцез Андрии;
  - Диоцез Конверсано-Монополи;
  - Диоцез Мольфетта-Руво-Джовинаццо-Терлицци.

Церковная провинция Беневенто
- Архидиоцез Беневенто;
  - Архидиоцез Сант-Анджело-деи-Ломбарди-Конца-Нуско-Бизаччи;
  - Диоцез Авеллино;
  - Диоцез Ариано-Ирпино-Лачедонии;
  - Диоцез Черрето-Саннита-Телезе-Сант-Агата-де-Готи;

Церковная провинция Болоньи
- Архидиоцез Болоньи;
  - Архидиоцез Феррара-Комаккьо;
  - Диоцез Имолы;
  - Диоцез Фаэнца-Модильяны.

Церковная провинция Венеции
- Патриархат Венеции;
  - Диоцез Адрия-Ровиго;
  - Диоцез Беллуно-Фельтре;
  - Диоцез Вероны;
  - Диоцез Витторио-Венето;
  - Диоцез Виченцы;
  - Диоцез Конкордия-Порденоне;
  - Диоцез Кьоджи;
  - Диоцез Падуи;
  - Диоцез Тревизо.

Церковная провинция Верчелли
- Архидиоцез Верчелли;
  - Диоцез Алессандрии;
  - Диоцез Бьеллы;
  - Диоцез Казале-Монферрато;
  - Диоцез Новары.

Церковная провинция Генуи
- Архидиоцез Генуи;
  - Диоцез Альбенги-Империи;
  - Диоцез Вентимилья-Сан-Ремо;
  - Диоцез Кьявари;
  - Диоцез Ла-Специя-Сарцана-Бруньято;
  - Диоцез Савона-Ноли;
  - Диоцез Тортоны.

Церковная провинция Гориции
- Архидиоцез Гориции;
  - Диоцез Триеста.

Церковная провинция Кальяри
- Архидиоцез Кальяри;
  - Диоцез Иглезиаса;
  - Диоцез Ланусеи;
  - Диоцез Нуоро.

Церковная провинция Кампобассо-Бояно
- Архидиоцез Кампобассо-Бояно;
  - Диоцез Изерния-Венафро;
  - Диоцез Термоли-Ларино;
  - Диоцез Тривенто.

Церковная провинция Катании
- Архидиоцез Катании;
  - Диоцез Ачиреале;
  - Диоцез Кальтаджироне.

Церковная провинция Катандзаро-Скуиллаче
- Архидиоцез Катандзаро-Скуиллаче[англ.];
  - Архидиоцез Кротоне-Санта-Северины;
  - Диоцез Ламеция-Терме.

Церковная провинция Козенца-Бизиньяно
- Архидиоцез Козенца-Бизиньяно;
  - Архидиоцез Россано-Кариати;
  - Диоцез Кассано-алль’Йонио;
  - Диоцез Сан-Марко Арджентано-Скалеа.

Церковная провинция Кьети-Васто
- Архидиоцез Кьети-Васто;
  - Архидиоцез Ланчано-Ортона.

Церковная провинция Л’Акуилы
- Архидиоцез Л’Акуилы;
  - Диоцез Авеццано;
  - Диоцез Сульмона-Вальвы.

Церковная провинция Лечче
- Архидиоцез Лечче;
  - Архидиоцез Бриндизи-Остуни;
  - Архидиоцез Отранто;
  - Диоцез Нардо-Галлиполи;
  - Диоцез Удженто-Санта-Мария-ди-Леуки.

Церковная провинция Мессины-Липари-Санта-Лючии-дель-Мела
- Архидиоцез Мессина-Липари-Санта-Лючия-дель-Мела;
  - Диоцез Никозии;
  - Диоцез Патти.

Церковная провинция Милана
- Архидиоцез Милана;
  - Диоцез Бергамо;
  - Диоцез Брешии;
  - Диоцез Виджевано;
  - Диоцез Комо;
  - Диоцез Крема;
  - Диоцез Кремона;
  - Диоцез Лоди;
  - Диоцез Мантуи;
  - Диоцез Павии.

Церковная провинция Модены-Нонантолы
- Архидиоцез Модены-Нонантолы;
  - Диоцез Карпи;
  - Диоцез Пармы;
  - Диоцез Пьяченца-Боббио;
  - Диоцез Реджо-Эмилия-Гвасталлы;
  - Диоцез Фиденцы.

Церковная провинция Неаполя
- Архидиоцез Неаполя;
  - Архидиоцез Капуи;
  - Архидиоцез Сорренто-Кастелламмаре-ди-Стабии;
  - Диоцез Аверсы;
  - Диоцез Алифе-Кайаццо;
  - Диоцез Ачерры;
  - Диоцез Искьи;
  - Диоцез Казерты;
  - Диоцез Нолы;
  - Диоцез Поццуоли;
  - Диоцез Сесса-Аурунки;
  - Диоцез Кальви;
  - Территориальная прелатура Помпеи.

Церковная провинция Ористано
- Архидиоцез Ористано;
  - Диоцез Алеса-Терральбы.

Церковная провинция Палермо
- Архидиоцез Палермо;
  - Архидиоцез Монреале;
  - Диоцез Чефалу;
  - Диоцез Мадзара-дель-Валло;
  - Диоцез Трапани.

Церковная провинция Перуджи-Читта-делла-Пьеве
- Архидиоцез Перуджи-Читта-делла-Пьеве;
  - Диоцез Ассизи-Ночера-Умбра-Гуальдо-Тадино;
  - Диоцез Губбио;
  - Диоцез Читта-ди-Кастелло;
  - Диоцез Фолиньо.

Церковная провинция Пезаро
- Архидиоцез Пезаро;
  - Архидиоцез Урбино-Урбания-Сант’Анджело-ин-Вадо;
  - Диоцез Фано-Фоссомброне-Кальи-Перголы.

Церковная провинция Пескары-Пенне
- Архидиоцез Пескара-Пенне;
  - Диоцез Терамо-Атри.

Церковная провинция Пизы
- Архидиоцез Пизы;
  - Диоцез Вольтерры;
  - Диоцез Ливорно;
  - Диоцез Масса-Каррара-Понтремоли;
  - Диоцез Пеши.

Церковная провинция Потенци-Муро-Лукано-Марсико-Нуово
- Архидиоцез Потенци-Муро-Лукано-Марсико-Нуово;
  - Архидиоцез Ачеренцы;
  - Архидиоцез Матера-Ирсины;
  - Диоцез Мельфи-Раполла-Венозы;
  - Диоцез Трикарико;
  - Диоцез Турси-Лагонегро.

Церковная провинция Равенны-Червии
- Архидиоцез Равенна-Червии;
  - Диоцез Римини;
  - Диоцез Сан-Марино-Монтефельтро;
  - Диоцез Форли-Бертиноро;
  - Диоцез Чезена-Сарсины.

Церковная провинция Реджо-Калабрия-Бова
- Архидиоцез Реджо-Калабрия-Бова;
  - Диоцез Локри-Джераче;
  - Диоцез Милето-Никотера-Тропеи;
  - Диоцез Оппидо-Мамертина-Пальми.

Церковная провинция Рима
- Диоцез Рима;
  - Субурбикарная епархия Альбано;
  - Субурбикарная епархия Веллетри-Сеньи;
  - Субурбикарная епархия Палестрина;
  - Субурбикарная епархия Порто и Санта Руфина;
  - Субурбикарная епархия Сабина-Поджо Миртето;
  - Субурбикарная епархия Фраскати;
  - Архидиоцез Гаэты;
  - Диоцез Ананья-Алатри;
  - Диоцез Витербо;
  - Диоцез Латина-Террачина-Сецце-Приверно;
  - Диоцез Риети;
  - Диоцез Сора-Кассино-Аквино-Понтекорво;
  - Диоцез Тиволи;
  - Диоцез Фрозиноне-Вероли-Ферентино;
  - Диоцез Чивита-Кастелланы;
  - Диоцез Чивитавеккьи-Тарквинии;

Церковная провинция Салерно-Кампаньи-Ачерно
- Архидиоцез Салерно-Кампанья-Ачерно;
  - Архидиоцез Амальфи-Кава-де-Тиррени;
  - Диоцез Валло-делла-Лукании;
  - Диоцез Ночера-Инферьоре-Сарно;
  - Диоцез Теджано-Поликастро;

Церковная провинция Сассари
- Архидиоцез Сассари;
  - Диоцез Альгеро-Бозы;
  - Диоцез Оцьери;
  - Диоцез Темпио-Ампуриаса.

Церковная провинция Сиена-Колле-ди-Валь-д’Эльсы-Монтальчино
- Архидиоцез Сиена-Колле-ди-Валь-д’Эльса-Монтальчино;
  - Диоцез Гроссето;
  - Диоцез Масса-Мариттима-Пьомбино;
  - Диоцез Монтепульчано-Кьюзи-Пьенцы;
  - Диоцез Питильяно-Сована-Орбетелло.

Церковная провинция Сиракузы
- Архидиоцез Сиракузы;
  - Диоцез Ното;
  - Диоцез Рагузы;

Церковная провинция Таранто
- Архидиоцез Таранто;
  - Диоцез Кастелланеты;
  - Диоцез Ории.

Церковная провинция Тренто
- Архидиоцез Тренто;
  - Диоцез Больцано-Брессаноне.

Церковная провинция Турина
- Архидиоцез Турина;
  - Диоцез Акви;
  - Диоцез Альбы Помпеи;
  - Диоцез Аосты;
  - Диоцез Асти;
  - Диоцез Ивреи;
  - Диоцез Кунео;
  - Диоцез Мондови;
  - Диоцез Пинероло;
  - Диоцез Салуццо;
  - Диоцез Сузы;
  - Диоцез Фоссано.

Церковная провинция Удине
- Архидиоцез Удине.

Церковная провинция Фермо
- Архидиоцез Фермо;
  - Архидиоцез Камерино-Сан-Северино-Марке;
  - Диоцез Асколи-Пичено;
  - Диоцез Мачераты-Толентино-Реканати-Чинголи-Треи;
  - Диоцез Сан-Бенедетто-дель-Тронто-Рипатрансоне-Монтальто.

Церковная провинция Флоренции
- Архидиоцез Флоренции;
  - Диоцез Ареццо-Кортона-Сансеполькро;
  - Диоцез Пистои;
  - Диоцез Прато;
  - Диоцез Сан-Миниато;
  - Диоцез Фьезоле.

Церковная провинция Фоджи-Бовино
- Архидиоцез Фоджи-Бовино;
  - Архидиоцез Манфредония-Вьесте-Сан-Джованни-Ротондо;
  - Диоцез Чериньола-Асколи-Сатриано;
  - Диоцез Лучера-Трои;
  - Диоцез Сан-Северо.

### Епископская конференция Латвии
Церковная провинция Риги
- Рижская архиепархия;
  - Диоцез Елгавы;
  - Диоцез Лиепаи;
  - Диоцез Резекне-Аглоны.

### Епископская конференция Литвы
Церковная провинция Вильнюса
- Архидиоцез Вильнюса;
  - Диоцез Кайшядориса;
  - Диоцез Паневежиса.

Церковная провинция Каунаса
- Архидиоцез Каунаса;
  - Диоцез Вилкавишкиса;
  - Диоцез Тельшяя;
  - Диоцез Шяуляя.

### Епископская конференция Мальты
Церковная провинция Мальты
- Архидиоцез Мальты;
  - Диоцез Гоцо.

### Епископская конференция Нидерландов
Церковная провинция Утрехта
- Архидиоцез Утрехта;
  - Диоцез Бреды;
  - Диоцез Гронингена-Леувардена;
  - Диоцез Рурмонда;
  - Диоцез Роттердама;
  - Диоцез Харлема-Амстердама;
  - Диоцез Хертогенбоса.

### Епископская конференция Польши
Церковная провинция Белостока
- Архидиоцез Белостока;
  - Диоцез Дрохичина;
  - Диоцез Ломжи.

Церковная провинция Вармии
- Архидиоцез Вармии;
  - Диоцез Элка;
  - Диоцез Эльблонга.

Церковная провинция Варшавы
- Архидиоцез Варшавы;
  - Диоцез Варшавы-Праги;
  - Диоцез Плоцка.

Церковная провинция Вроцлава
- Архидиоцез Вроцлава;
  - Диоцез Легницы;
  - Диоцез Свидницы.

Церковная провинция Гданьска
- Архидиоцез Гданьска;
  - Диоцез Пельплина;
  - Диоцез Торуня.

Церковная провинция Гнезно
- Архидиоцез Гнезно;
  - Диоцез Быдгоща;
  - Диоцез Влоцлавека.

Церковная провинция Катовице
- Архидиоцез Катовице;
  - Диоцез Гливице;
  - Диоцез Ополе.

Церковная провинция Кракова
- Архидиоцез Кракова;
  - Диоцез Бельско-Живеца;
  - Диоцез Кельце;
  - Диоцез Тарнува.

Церковная провинция Лодзи
- Архидиоцез Лодзи;
  - Диоцез Ловича.

Церковная провинция Люблина
- Архидиоцез Люблина;
  - Диоцез Сандомира;
  - Диоцез Седльце.

Церковная провинция Познани
- Архидиоцез Познани;
  - Диоцез Калиша.

Церковная провинция Пшемысля
- Архидиоцез Пшемысля;
  - Диоцез Жешува;
  - Диоцез Замосць-Любачева.

Церковная провинция Ченстоховы
- Архидиоцез Ченстоховы;
  - Диоцез Радома;
  - Диоцез Сосновеца.

Церковная провинция Щецина-Каменя
- Архидиоцез Щецина-Каменя;
  - Диоцез Зелёна-Гура — Гожува;
  - Диоцез Кошалина-Колобжега.

### Епископская конференция Португалии
Церковная провинция Лиссабона
- Архидиоцез Лиссабона;
  - Диоцез Ангры;
  - Диоцез Гуарды;
  - Диоцез Лейрия-Фатимы;
  - Диоцез Порталегре-Каштелу Бранку;
  - Диоцез Сантарена;
  - Диоцез Сетубала;
  - Диоцез Фуншала.

Церковная провинция Браги
- Архидиоцез Браги;
  - Диоцез Авейру;
  - Диоцез Браганса-Миранды;
  - Диоцез Виана-ду-Каштелу;
  - Диоцез Визеу;
  - Диоцез Вила-Реала;
  - Диоцез Коимбры;
  - Диоцез Ламегу;
  - Диоцез Порту.

Церковная провинция Эворы
- Архидиоцез Эворы;
  - Диоцез Бежи;
  - Диоцез Фару.

### Епископская конференция России
Церковная провинция России
- Архидиоцез Матери Божией;
  - Преображенская епархия;
  - Диоцез Святого Иосифа;
  - Диоцез Святого Климента.

### Епископская конференция Румынии
Церковная провинция Бухареста
- Архидиоцез Бухареста;
  - Диоцез Оради;
  - Диоцез Сату-Маре;
  - Диоцез Тимишоары;
  - Диоцез Ясс.

### Епископская конференция Скандинавии
- - Диоцез Копенгагена;
  - Диоцез Осло;
  - Диоцез Рейкьявика;
  - Диоцез Стокгольма;
  - Диоцез Хельсинки;
  - Территориальная прелатура Тромсё;
  - Территориальная прелатура Тронхейма.

### Епископская конференция Сербии
Церковная провинция Белграда
- Архидиоцез Белграда;
  - Диоцез Зренянина;
  - Диоцез Суботицы.

### Епископская конференция Словакии
Церковная провинция Братиславы
- Архидиоцез Братиславы;
  - Архидиоцез Трнавы;
  - Диоцез Банска-Бистрицы;
  - Диоцез Жилины;
  - Диоцез Нитры.

Церковная провинция Кошице
- Архидиоцез Кошице;
  - Диоцез Рожнявы;
  - Диоцез Спиша.

### Епископская конференция Словении
Церковная провинция Любляна
- Архидиоцез Любляны;
  - Диоцез Копера;
  - Диоцез Ново-Место.

Церковная провинция Марибора
- Архидиоцез Марибора;
  - Диоцез Мурска-Соботы;
  - Диоцез Целе.

### Епископская конференция Украины
Церковная провинция Львова
- Архидиоцез Львова;
  - Диоцез Каменца-Подольского;
  - Диоцез Киева-Житомира;
  - Диоцез Луцка;
  - Диоцез Мукачево;
  - Диоцез Одессы-Симферополя;
  - Диоцез Харькова-Запорожья.

### Епископская конференция Франции
Церковная провинция Безансона
- Архидиоцез Безансона;
  - Диоцез Бельфор-Монбельяра;
  - Диоцез Вердена;
  - Диоцез Нанси;
  - Диоцез Сен-Клода;
  - Диоцез Сен-Дье.

Церковная провинция Бордо
- Архидиоцез Бордо;
  - Диоцез Ажена;
  - Диоцез Байонны;
  - Диоцез Перигё;
  - Диоцез Эра.

Церковная провинция Дижона
- Архидиоцез Дижона;
  - Архидиоцез Санса;
  - Диоцез Невера;
  - Диоцез Отена;
  - Территориальная прелатура Миссия Франции в Понтиньи.

Церковная провинция Клермона
- Архидиоцез Клермона;
  - Диоцез Ле-Пюи-ан-Веле;
  - Диоцез Мулена;
  - Диоцез Сен-Флура.

Церковная провинция Лилля
- Архидиоцез Лилля;
  - Архидиоцез Камбре;
  - Диоцез Арраса.

Церковная провинция Лиона
- Архидиоцез Лиона;
  - Архидиоцез Шамбери;
  - Диоцез Анси;
  - Диоцез Белле-Ара;
  - Диоцез Валанса-Дрома;
  - Диоцез Вивьера-Ардеша;
  - Диоцез Гренобль-Вьенна;
  - Диоцез Сент-Этьена.

Церковная провинция Марселя
- Архидиоцез Марселя;
  - Архидиоцез Авиньона;
  - Архидиоцез Экс-ан-Прованса;
  - Диоцез Аяччо;
  - Диоцез Гапа;
  - Диоцез Диня;
  - Диоцез Ниццы;
  - Диоцез Фрежюс-Тулона.

Церковная провинция Монпелье
- Архидиоцез Монпелье;
  - Диоцез Каркассона;
  - Диоцез Манда;
  - Диоцез Нима;
  - Диоцез Перпиньян-Эльна.

Церковная провинция Парижа
- Архидиоцез Парижа;
  - Диоцез Версаля;
  - Диоцез Эври-Корбей-Эссона;
  - Диоцез Кретея;
  - Диоцез Мо;
  - Диоцез Нантера;
  - Диоцез Понтуаза;
  - Диоцез Сен-Дени.

Церковная провинция Пуатье
- Архидиоцез Пуатье;
  - Диоцез Ангулема;
  - Диоцез Ла-Рошели;
  - Диоцез Лиможа;
  - Диоцез Тюля.

Церковная провинция Реймса
- Архидиоцез Реймса;
  - Диоцез Амьена;
  - Диоцез Бове;
  - Диоцез Лангра;
  - Диоцез Суассона;
  - Диоцез Труа;
  - Диоцез Шалона.

Церковная провинция Ренна
- Архидиоцез Ренна;
  - Диоцез Анжера;
  - Диоцез Ванна;
  - Диоцез Кемпера;
  - Диоцез Лаваля;
  - Диоцез Ле-Мана;
  - Диоцез Люсона;
  - Диоцез Нанта;
  - Диоцез Сен-Бриё.

Церковная провинция Руана
- Архидиоцез Руана;
  - Диоцез Байё;
  - Диоцез Гавра;
  - Диоцез Кутанса;
  - Диоцез Се;
  - Диоцез Эврё.

Церковная провинция Тулузы
- Архидиоцез Тулузы;
  - Архидиоцез Альби;
  - Архидиоцез Оша;
  - Диоцез Каора;
  - Диоцез Монтобана;
  - Диоцез Памье;
  - Диоцез Родеза;
  - Диоцез Тарб-э-Лурда.

Церковная провинция Тура
- Архидиоцез Тура;
  - Архидиоцез Буржа;
  - Диоцез Блуа;
  - Диоцез Орлеана;
  - Диоцез Шартра.

### Епископская конференция Хорватии
Церковная провинция Загреба
- Архидиоцез Загреба;
  - Диоцез Бьеловар-Крижевцы;
  - Диоцез Вараждина;
  - Диоцез Сисака.

Церковная провинция Риеки
- Архидиоцез Риеки;
  - Диоцез Госпич-Сень;
  - Диоцез Крка;
  - Диоцез Пореча и Пулы.

Церковная провинция Сирмио
- Архидиоцез Джяково-Осиек;
  - Диоцез Пожеги;
  - Диоцез Срема.

Церковная провинция Сплит-Макарска
- Архидиоцез Сплит-Макарска;
  - Диоцез Дубровника;
  - Диоцез Котора;
  - Диоцез Хвара;
  - Диоцез Шибеника.

### Епископская конференция Чехии
Церковная провинция Богемии
- Архидиоцез Праги;
  - Диоцез Градец-Кралове;
  - Диоцез Литомержице;
  - Диоцез Пльзеня;
  - Диоцез Ческе-Будеёвице.

Церковная провинция Моравия
- Архидиоцез Оломоуца;
  - Диоцез Брно;
  - Диоцез Острава-Опавы.

### Епископская конференция Шотландии
Церковная провинция Глазго
- Архидиоцез Глазго;
  - Диоцез Мотеруэлла;
  - Диоцез Пейсли.

Церковная провинция Сент-Эндрюса и Эдинбурга
- Архидиоцез Сент-Эндрюса и Эдинбурга;
  - Диоцез Абердина;
  - Диоцез Аргайла и Островов;
  - Диоцез Данкельда;
  - Диоцез Галлоуэя.

## Океания

### Епископская конференция Австралии
Церковная провинция Аделаиды
- Архидиоцез Аделаиды;
  - Диоцез Дарвина;
  - Диоцез Порт-Пири.

Церковная провинция Брисбена
- Архидиоцез Брисбена;
  - Диоцез Рокгемптона;
  - Диоцез Кэрнса;
  - Диоцез Таунсвилла;
  - Диоцез Тувумбы.

Церковная провинция Мельбурна
- Архидиоцез Мельбурна;
  - Диоцез Балларата;
  - Диоцез Сэйла;
  - Диоцез Сандхёрста.

Церковная провинция Перт
- Архидиоцез Перта;
  - Диоцез Брума;
  - Диоцез Банбери;
  - Диоцез Джералдтона.

Церковная провинция Сиднея
- Архидиоцез Сиднея
  - Диоцез Армидейла;
  - Диоцез Брокен-Бея;
  - Диоцез Бэтхёрста;
  - Диоцез Вилканния-Форбса;
  - Диоцез Вуллонгонга;
  - Диоцез Лисмора;
  - Диоцез Мейтленд-Ньюкасла;
  - Диоцез Парраматта;
  - Диоцез Уогга-Уогга.

### Епископская конференция Новой Зеландии
Церковная провинция Веллингтона
- Архидиоцез Веллингтона;
  - Диоцез Гамильтона;
  - Диоцез Данидина;
  - Диоцез Крайстчёрча;
  - Диоцез Окленда;
  - Диоцез Палмерстон-Норта.

### Епископская конференция Папуа-Новой Гвинеи
Церковная провинция Маданга
- Архидиоцез Маданга;
  - Диоцез Аитапе;
  - Диоцез Ванимо;
  - Диоцез Вевака;
  - Диоцез Лаэ.

Церковная провинция Маунт-Хагена
- Архидиоцез Маунт-Хагена;
  - Диоцез Вабага;
  - Диоцез Горок;
  - Диоцез Кундиавы;
  - Диоцез Менди.

Церковная провинция Порт-Морсби
- Архидиоцез Порт-Морсби;
  - Диоцез Алотау-Сидеи;
  - Диоцез Береины;
  - Диоцез Дару-Киунги;
  - Диоцез Керемы.

Церковная провинция Рабаула;
- Архидиоцез Рабаула;
  - Диоцез Бугенвиля;
  - Диоцез Кавиенга;
  - Диоцез Кимбе.

### Епископская конференция Соломоновых островов
Церковная провинция Хониары
- Архидиоцез Хониары;
  - Диоцез Ауки;
  - Диоцез Гизо.

### Епископская конференция Тихого океана
Церковная провинция Аганья
- Архидиоцез Аганьи;
  - Диоцез Каролинских островов;
  - Диоцез Чалан Каноа;
  - Апостольская префектура Маршалловых островов.

Церковная провинция Нумеа
- Архидиоцез Нумеа;
  - Диоцез Порт-Вила;
  - Диоцез Уоллиса и Футуны.

Церковная провинция Папеете
- Архидиоцез Папеэте;
  - Диоцез Таиохаэ-о-Тефенуаэната.

Церковная провинция Самоа-Апиа
- Архидиоцез Самоа-Апиа;
  - Диоцез Самоа — Паго-Паго;
  - Миссия sui iuris на Токелау;
  - Миссия sui iuris Фунафути.

Церковная провинция Сувы
- Архидиоцез Сувы;
  - Диоцез Раротонга;
  - Диоцез Таравы и Науру.

## Южная Америка

### Епископская конференция Аргентины
Церковная провинция Баия-Бланки
- Архидиоцез Баия-Бланки;
  - Диоцез Альто-Валье-дель-Рио-Негро;
  - Диоцез Вьедмы;
  - Диоцез Комодоро-Ривадавии;
  - Диоцез Рио-Гальегоса;
  - Диоцез Сан-Карлос-де-Барилоче;
  - Диоцез Санта-Росы;
  - Территориальная прелатура Эскеля.

Церковная провинция Буэнос-Айреса
- Архидиоцез Буэнос-Айреса;
  - Диоцез Авельянеды-Лануса;
  - Диоцез Грегорио-де-Лаферрере;
  - Диоцез Кильмеса;
  - Диоцез Ломас-де-Саморы;
  - Диоцез Мерло-Морено;
  - Диоцез Морона;
  - Диоцез Сан-Исидро;
  - Диоцез Сан-Мартина;
  - Диоцез Сан-Мигеля;
  - Диоцез Сан-Хусто.

Церковная провинция Кордовы
- Архидиоцез Кордовы;
  - Диоцез Вилья-де-ла-Консепсьон-дель-Рио-Куарто;
  - Диоцез Вилья-Мария;
  - Диоцез Крус-дель-Эхе;
  - Диоцез Сан-Франсиско
  - Территориальная прелатура Деан Фунес.

Церковная провинция Корриентеса
- Архидиоцез Корриентеса;
  - Диоцез Гойи;
  - Диоцез Оберы;
  - Диоцез Посадаса;
  - Диоцез Пуэрто-Игуасу;
  - Диоцез Санто-Томе.

Церковная провинция Ла-Платы
- Архидиоцез Ла-Платы;
  - Диоцез Асуля;
  - Диоцез Мар-дель-Платы;
  - Диоцез Нуэве-де-Хулио;
  - Диоцез Сарате-Кампаны;
  - Диоцез Часкомуса.

Церковная провинция Мендосы
- Архидиоцез Мендосы;
  - Диоцез Неукена;
  - Диоцез Сан-Рафаэля.

Церковная провинция Мерседеса-Лухана
- Архидиоцез Мерседеса-Лухана.

Церковная провинция Параны
- Архидиоцез Параны;
  - Диоцез Гуалегуайчу;
  - Диоцез Конкордии.

Церковная провинция Ресистенсии
- Архидиоцез Ресистенсии;
  - Диоцез Сан-Роке-де-Пресиденсиа-Роке-Саэнс-Пенья;
  - Диоцез Формосы.

Церковная провинция Росарио
- Архидиоцез Росарио;
  - Диоцез Венадо-Туэрто;
  - Диоцез Сан-Николаса-де-лос-Арройоса.

Церковная провинция Сальты
- Архидиоцез Сальты;
  - Диоцез Жужуя;
  - Диоцез Катамарки;
  - Диоцез Орана;
  - Территориальная прелатура Кафайяте;
  - Территориальная прелатура Умауаки.

Церковная провинция Сан-Хуана
- Архидиоцез Сан-Хуана-де-Куйо;
  - Диоцез Ла-Риохи;
  - Диоцез Сан-Луиса.

Церковная провинция Санта-Фе
- Архидиоцез Санта-Фе-де-ла-Вера-Крус;
  - Диоцез Рафаэлы;
  - Диоцез Реконкисты.

Церковная провинция Тукумана
- Архидиоцез Тукумана;
  - Диоцез Аньятуи;
  - Диоцез Консепсьона;
  - Диоцез Сантьяго-дель-Эстеро.

### Епископская конференция Боливии
Церковная провинция Кочабамбы
- Архидиоцез Кочабамбы;
  - Диоцез Оруро;
  - Территориальная прелатура Айкель.

Церковная провинция Ла-Паса
- Архидиоцез Ла-Паса;
  - Диоцез Коройко;
  - Диоцез Эль-Альто;
  - Территориальная прелатура Корокоро.

Церковная провинция Санта-Крус-де-ла-Сьерры
- Архидиоцез Санта-Крус-де-ла-Сьерры;
  - Диоцез Сан-Игнасио-де-Веласко.

Церковная провинция Сукре
- Архидиоцез Сукре;
  - Диоцез Потоси;
  - Диоцез Тарихы.

### Епископская конференция Бразилии
Церковная провинция Апаресиды
- Архидиоцез Апаресиды;
  - Диоцез Карагуататубы;
  - Диоцез Лорены;
  - Диоцез Сан-Жозе-дус-Кампуса;
  - Диоцез Таубате.

Церковная провинция Аракажу
- Архидиоцез Аракажу;
  - Диоцез Проприи;
  - Диоцез Эстансии.

Церковная провинция Белен-до-Пара
- Архидиоцез Белен-до-Пара;
  - Диоцез Абаэтетубы;
  - Диоцез Браганса-до-Пары;
  - Диоцез Кастаньяла;
  - Диоцез Каметы;
  - Диоцез Макапы;
  - Диоцез Марабы;
  - Диоцез Понта-ди-Педраса;
  - Диоцез Сантиссима-Консейсан-ду-Арагуая;
  - Территориальная прелатура Маражо.

Церковная провинция Белу-Оризонти
- Архидиоцез Белу-Оризонти;
  - Диоцез Дивинополиса;
  - Диоцез Лус;
  - Диоцез Оливейры;
  - Диоцез Сети-Лагоаса.

Церковная провинция Ботукату;
- Архидиоцез Ботукату;
  - Диоцез Арасатубы;
  - Диоцез Асиса;
  - Диоцез Бауру;
  - Диоцез Линса;
  - Диоцез Марилии;
  - Диоцез Ориньюса;
  - Диоцез Президенти-Пруденти.

Церковная провинция Бразилиа
- Архидиоцез Бразилиа;
  - Диоцез Лузиании;
  - Диоцез Уруасу;
  - Диоцез Формозы.

Церковная провинция Витории
- Архидиоцез Витории;
  - Диоцез Кашуэйру-ди-Итапемирина;
  - Диоцез Колатины;
  - Диоцез Сан-Матеуша.

Церковная провинция Витория-да-Конкисты
- Архидиоцез Витория-да-Конкисты;
  - Диоцез Бон-Жезус-да-Лапы;
  - Диоцез Жекие;
  - Диоцез Каэтите;
  - Диоцез Ливраменту-ди-Носа-Сеньоры.

Церковная провинция Гоянии
- Архидиоцез Гоянии;
  - Диоцез Анаполиса;
  - Диоцез Гояса;
  - Диоцез Жатаи;
  - Диоцез Ипамери;
  - Диоцез Итумбиары;
  - Диоцез Рубиатаба-Мозарландии;
  - Диоцез Сан-Луис-ди-Монтис-Белуса.

Церковная провинция Диамантины
- Архидиоцез Диамантины;
  - Диоцез Алменары;
  - Диоцез Арасуаи;
  - Диоцез Гуаньяйнса;
  - Диоцез Теофилу-Отони.

Церковная провинция Жоинвили
- Архидиоцез Жоинвили;
  - Диоцез Блуменау;
  - Диоцез Риу-ду-Сула.

Церковная провинция Жуис-ди-Форы
- Архидиоцез Жуис-ди-Форы;
  - Диоцез Леопольдины;
  - Диоцез Сан-Жуан-дел-Рея.

Церковная провинция Кампинаса
- Архидиоцез Кампинаса;
  - Диоцез Ампару;
  - Диоцез Браганса-Паулисты;
  - Диоцез Лимейры;
  - Диоцез Пирасикабы;
  - Диоцез Сан-Карлуса.

Церковная провинция Кампу-Гранди
- Архидиоцез Кампу-Гранди;
  - Диоцез Дорадуса;
  - Диоцез Жардина;
  - Диоцез Корумбы;
  - Диоцез Кошина;
  - Диоцез Навираи;
  - Диоцез Трес-Лагоаса.

Церковная провинция Каскавела
- Архидиоцез Каскавела;
  - Диоцез Палмас-Франсишку-Белтрана;
  - Диоцез Толеду;
  - Диоцез Фос-ду-Игуасу.

Церковная провинция Куритибы
- Архидиоцез Куритибы;
  - Диоцез Гуарапуавы;
  - Диоцез Паранагуа;
  - Диоцез Понта-Гросы;
  - Диоцез Униан-да-Витории;
  - Диоцез Сан-Жозе-дус-Пиньяйс;

Церковная провинция Куябы
- Архидиоцез Куябы;
  - Диоцез Барра-ду-Гарсаса;
  - Диоцез Диамантину;
  - Диоцез Жуины;
  - Диоцез Примавера-ду-Лести — Паранатинги;
  - Диоцез Рондонополиса — Гиратинги;
  - Диоцез Сан-Луис-ди-Касериса;
  - Диоцез Синопа;
  - Территориальная прелатура Сан-Фелиса.

Церковная провинция Лондрины
- Архидиоцез Лондрины;
  - Диоцез Апукараны;
  - Диоцез Жакарезинью;
  - Диоцез Корнелиу-Прокопиу.

Церковная провинция Манауса
- Архидиоцез Манауса;
  - Диоцез Алту-Солимойнса;
  - Диоцез Коари;
  - Диоцез Паринтинса;
  - Диоцез Рораймы;
  - Диоцез Сан-Габриел-да-Кашуэйры;
  - Территориальная прелатура Борбы;
  - Территориальная прелатура Итакуатиары;
  - Территориальная прелатура Тефе.

Церковная провинция Марианы
- Архидиоцез Марианы;
  - Диоцез Говернадор-Валадариса;
  - Диоцез Итабира-Фабрисиану;
  - Диоцез Каратинги.

Церковная провинция Маринги
- Архидиоцез Маринги;
  - Диоцез Кампу-Морана;
  - Диоцез Паранаваи;
  - Диоцез Умуарамы.

Церковная провинция Масейо
- Архидиоцез Масейо;
  - Диоцез Палмейра-дуз-Индиуса;
  - Диоцез Пенеду.

Церковная провинция Монтис-Кларуса
- Архидиоцез Монтис-Кларуса;
  - Диоцез Жанаубы;
  - Диоцез Жануарии;
  - Диоцез Паракату.

Церковная провинция Натала
- Архидиоцез Натала;
  - Диоцез Кайко;
  - Диоцез Мосоро.

Церковная провинция Нитероя
- Архидиоцез Нитероя;
  - Диоцез Кампуса;
  - Диоцез Нова-Фрибургу;
  - Диоцез Петрополиса.

Церковная провинция Олинды-и-Ресифи
- Архидиоцез Олинды-и-Ресифи;
  - Диоцез Афогадус-да-Ингазейры;
  - Диоцез Гараньюнса;
  - Диоцез Каруару;
  - Диоцез Назаре;
  - Диоцез Палмариса;
  - Диоцез Пескейры;
  - Диоцез Петролины;
  - Диоцез Салгейру;
  - Диоцез Флоресты.

Церковная провинция Палмаса
- Архидиоцез Палмаса;
  - Диоцез Мирасема-ду-Токантинса;
  - Диоцез Порту-Насиунала;
  - Диоцез Токантинополиса;
  - Территориальная прелатура Кристаландии.

Церковная провинция Параибы
- Архидиоцез Параибы;
  - Диоцез Гуарабиры;
  - Диоцез Кажазейраса;
  - Диоцез Кампина-Гранди;
  - Диоцез Патуса.

Церковная провинция Пасу-Фунду
- Архидиоцез Пасу-Фунду;
  - Диоцез Вакарии;
  - Диоцез Фредерику-Вестфалена;
  - Диоцез Эрешины.

Церковная провинция Пелотаса
- Архидиоцез Пелотаса;
  - Диоцез Баже;
  - Диоцез Риу-Гранди.

Церковная провинция Позу-Алегри
- Архидиоцез Позу-Алегри;
  - Диоцез Гуашупе;
  - Диоцез Кампаньяна.

Церковная провинция Порту-Алегри
- Архидиоцез Порту-Алегри;
  - Диоцез Кашиас-ду-Сула;
  - Диоцез Монтенегру;
  - Диоцез Нову-Амбургу;
  - Диоцез Озориу.

Церковная провинция Порту-Велью
- Архидиоцез Порту-Велью;
  - Диоцез Гуажара-Мирина;
  - Диоцез Жи-Параны;
  - Диоцез Крузейру-ду-Сула;
  - Диоцез Риу-Бранку;
  - Диоцез Умайты;
  - Территориальная прелатура Лабреа.

Церковная провинция Рибейран-Прету
- Архидиоцез Рибейран-Прету;
  - Диоцез Барретуса;
  - Диоцез Жаботикабала;
  - Диоцез Жалиса;
  - Диоцез Катандувы;
  - Диоцез Сан-Жозе-ду-Риу-Прету;
  - Диоцез Сан-Жуан-да-Боа-Висты;
  - Диоцез Франки.

Церковная провинция Сан-Луис-до-Мараньяна
- Архидиоцез Сан-Луиш-до-Мараньяна;
  - Диоцез Бакабала;
  - Диоцез Балсаса;
  - Диоцез Брежу;
  - Диоцез Вианы;
  - Диоцез Гражау;
  - Диоцез Зе-Доки;
  - Диоцез Императриса;
  - Диоцез Каролины;
  - Диоцез Кашиас-ду-Мараньяна;
  - Диоцез Короаты;
  - Диоцез Пиньейру.

Церковная провинция Сан-Паулу
- Архидиоцез Сан-Паулу;
  - Диоцез Гуарульюса;
  - Диоцез Кампу-Лимпу;
  - Диоцез Можи-дас-Крузиса
  - Диоцез Озаску;
  - Диоцез Санту-Амару;
  - Диоцез Санту-Андре;
  - Диоцез Сантуса;
  - Диоцез Сан-Мигел-Паулисты.

Церковная провинция Сан-Салвадор-да-Баия
- Архидиоцез Сан-Салвадор-да-Баия;
  - Диоцез Алагоиньяса;
  - Диоцез Амаргозы;
  - Диоцез Ильеуса;
  - Диоцез Камасари;
  - Диоцез Итабуны;
  - Диоцез Тейшейра-ди-Фрейтаса-Каравеласа;
  - Диоцез Эунаполиса.

Церковная провинция Сан-Себастьян-до-Рио-де-Жанейро
- Архидиоцез Сан-Себастьян-до-Рио-де-Жанейро;
  - Диоцез Барра-ду-Пираи-Волта-Редонды;
  - Диоцез Валенсы;
  - Диоцез Дуки-ди-Кашиаса;
  - Диоцез Итагуаи;
  - Диоцез Нова-Игуасу.

Церковная провинция Санта-Марии
- Архидиоцез Санта-Марии;
  - Диоцез Кашуэйра-ду-Сула;
  - Диоцез Крус-Алты;
  - Диоцез Санта-Крус-ду-Сула;
  - Диоцез Санту-Анжелу;
  - Диоцез Уругуаяны.

Церковная провинция Сантарена
- Архидиоцез Сантарена;
  - Диоцез Обидуса;
  - Диоцез Шингу—Алтамиры
  - Территориальная прелатура Алту-Шингу-Тукума;
  - Территориальная прелатура Итайтубы.

Церковная провинция Сорокабы
- Архидиоцез Сорокабы;
  - Диоцез Жундиаи;
  - Диоцез Итапевы;
  - Диоцез Итапетининги;
  - Диоцез Режистру.

Церковная провинция Терезины
- Архидиоцез Терезины;
  - Диоцез Бон-Жезус-ду-Гургеи;
  - Диоцез Кампу-Майора;
  - Диоцез Парнаибы;
  - Диоцез Пикуса;
  - Диоцез Сан-Раймунду-Нонату;
  - Диоцез Уэйраса;
  - Диоцез Флориану.

Церковная провинция Уберабы
- Архидиоцез Уберабы;
  - Диоцез Итиютабы;
  - Диоцез Патус-ди-Минаса;
  - Диоцез Уберландии.

Церковная провинция Фейра-ди-Сантаны
- Архидиоцез Фейра-ди-Сантаны;
  - Диоцез Барры;
  - Диоцез Баррейраса;
  - Диоцез Бонфина;
  - Диоцез Жуазейру;
  - Диоцез Иресе;
  - Диоцез Паулу-Афонсу;
  - Диоцез Руй-Барбозы;
  - Диоцез Серриньи.

Церковная провинция Флорианополиса
- Архидиоцез Флорианополиса;
  - Диоцез Крисиумы;
  - Диоцез Тубарана.

Церковная провинция Форталезы
- Архидиоцез Форталезы;
  - Диоцез Игуату;
  - Диоцез Итапипоки;
  - Диоцез Кишады;
  - Диоцез Кратеуса;
  - Диоцез Крату;
  - Диоцез Лимуэйру-ду-Норти;
  - Диоцез Собрала;
  - Диоцез Тиангуа.

Церковная провинция Шапеко
- Архидиоцез Шапеко;
  - Диоцез Жоасабы;
  - Диоцез Касадора;
  - Диоцез Лажиса.

### Епископская конференция Венесуэлы
Церковная провинция Баркисимето
- Архидиоцез Баркисимето;
  - Диоцез Акаригуа-Арауре;
  - Диоцез Гуанаре;
  - Диоцез Кароры;
  - Диоцез Сан-Фелипе.

Церковная провинция Валенсии;
- Архидиоцез Валенсии (Венесуэла);
  - Диоцез Маракая;
  - Диоцез Пуэрто-Кабельо;
  - Диоцез Сан-Карлоса-де-Венесуэлы.

Церковная провинция Калабосо
- Архидиоцез Калабосо;
  - Диоцез Валье-де-ла-Паскуа;
  - Диоцез Сан-Фернандо-де-Апуре.

Церковная провинция Каракаса, Сантьяго-де-Венесуэлы
- Архидиоцез Каракаса, Сантьяго-де-Венесуэлы;
  - Диоцез Гуаренаса;
  - Диоцез Ла-Гуайры;
  - Диоцез Лос-Текеса.

Церковная провинция Коро
- Архидиоцез Коро;
  - Диоцез Пунто-Фихо.

Церковная провинция Куманы
- Архидиоцез Куманы;
  - Диоцез Барселоны;
  - Диоцез Карупано;
  - Диоцез Маргариты.

Церковная провинция Маракайбо
- Архидиоцез Маракайбо;
  - Диоцез Кабимаса;
  - Диоцез Мачикеса;
  - Диоцез Эль-Вихии — Сан-Карлоса-дель-Сулии.

Церковная провинция Мериды
- Архидиоцез Мериды;
  - Диоцез Баринаса;
  - Диоцез Гуасдуалито;
  - Диоцез Сан-Кристобаля-де-Венесуэлы;
  - Диоцез Трухильо.

Церковная провинция Сьюдад-Боливара
- Архидиоцез Сьюдад-Боливара;
  - Диоцез Матурина;
  - Диоцез Сьюдад-Гуаяны.

### Епископская конференция Колумбии
Церковная провинция Барранкильи
- Архидиоцез Барранкильи;
  - Диоцез Вальедупара;
  - Диоцез Риоачи;
  - Диоцез Санта-Марты;
  - Диоцез Эль-Банко.

Церковная провинция Боготы
- Архидиоцез Боготы;
  - Диоцез Сипакиры;
  - Диоцез Соачи;
  - Диоцез Факатативы;
  - Диоцез Фонтибона;
  - Диоцез Хирардота;
  - Диоцез Энгативы.

Церковная провинция Букараманги
- Архидиоцез Букараманги;
  - Диоцез Барранкабермехи;
  - Диоцез Велеса;
  - Диоцез Малаги-Соаты;
  - Диоцез Сокорро-и-Сан-Хиля.

Церковная провинция Вильявисенсио
- Архидиоцез Вильявисенсио;
  - Диоцез Гранады;
  - Диоцез Сан-Хосе-дель-Гуавьяре.

Церковная провинция Ибаге
- Архидиоцез Ибаге;
  - Диоцез Либано-Хонды;
  - Диоцез Нейвы
  - Диоцез Флоренсии;
  - Диоцез Гарсона;
  - Диоцез Эспиналя.

Церковная провинция Кали
- Архидиоцез Кали;
  - Диоцез Буги;
  - Диоцез Буэнавентуры;
  - Диоцез Картаго;
  - Диоцез Пальмиры.

Церковная провинция Картахены;
- Архидиоцез Картахены;
  - Диоцез Маганге;
  - Диоцез Монтелибано;
  - Диоцез Монтерии;
  - Диоцез Синселехо.

Церковная провинция Манисалеса
- Архидиоцез Манисалеса;
  - Диоцез Армении;
  - Диоцез Ла-Дорады-Гвадуаса;
  - Диоцез Перейры.

Церковная провинция Медельина
- Архидиоцез Медельина;
  - Диоцез Кальдаса;
  - Диоцез Хирардота;
  - Диоцез Херико;
  - Диоцез Сонсон-Рионегро.

Церковная провинция Нуэва-Памплоны
- Архидиоцез Нуэва-Памплоны;
  - Диоцез Арауки;
  - Диоцез Кукуты;
  - Диоцез Оканьи;
  - Диоцез Тибу.

Церковная провинция Попаяна
- Архидиоцез Попаяна;
  - Диоцез Ипьялеса;
  - Диоцез Мокоа-Сибундоя;
  - Диоцез Пасто;
  - Диоцез Тумако.

Церковная провинция Санта-Фе-де-Антиокии
- Архидиоцез Санта-Фе-де-Антиокии;
  - Диоцез Апартадо;
  - Диоцез Истмины-Тадо;
  - Диоцез Кибдо;
  - Диоцез Санта-Роса-де-Ососа.

Церковная провинция Тунхи
- Архидиоцез Тунхи;
  - Диоцез Дуитамы-Согамосо;
  - Диоцез Гарагоа;
  - Диоцез Йопаля;
  - Диоцез Чикинкиры.

### Епископская конференция Парагвая
Церковная провинция Асунсьона
- Архидиоцез Асунсьона;
  - Диоцез Бенхамина-Асеваля;
  - Диоцез Вильяррики-дель-Эспириту-Санто;
  - Диоцез Каакупе;
  - Диоцез Карапегуа;
  - Диоцез Консепсьона;
  - Диоцез Коронеля-Овьедо;
  - Диоцез Сан-Лоренсо;
  - Диоцез Сан-Педро;
  - Диоцез Сан-Хуан-Баутиста-де-лас-Мисьонеса;
  - Диоцез Сьюдад-дель-Эсте;
  - Диоцез Энкарнасьона.

### Епископская конференция Перу
Церковная провинция Арекипы
- Архидиоцез Арекипы;
  - Диоцез Пуно;
  - Диоцез Такна-и-Мокегуа;
  - Территориальная прелатура Аявири;
  - Территориальная прелатура Чукибамба;
  - Территориальная прелатура Хули.

Церковная провинция Аякучо
- Архидиоцез Аякучо;
  - Диоцез Уанкавелики;
  - Территориальная прелатура Каравели.

Церковная провинция Куско
- Архидиоцез Куско;
  - Диоцез Абанкая;
  - Территориальная прелатура Чукибамбилья;
  - Территориальная прелатура Сикуани.

Церковная провинция Лимы
- Архидиоцез Лимы;
  - Диоцез Ики;
  - Диоцез Кальяо;
  - Диоцез Карабайльо;
  - Диоцез Лурина;
  - Диоцез Уачо;
  - Диоцез Чосики;
  - Территориальная прелатура Яуйос.

Церковная провинция Пьюры
- Архидиоцез Пьюры;
  - Диоцез Чачапояса;
  - Диоцез Чиклайо;
  - Диоцез Чулуканаса;
  - Территориальная прелатура Чота.

Церковная провинция Трухильо
- Архидиоцез Трухильо;
  - Диоцез Кахамарки;
  - Диоцез Уараса;
  - Диоцез Уари;
  - Диоцез Чимботе;
  - Территориальная прелатура Мойобамба;
  - Территориальная прелатура Уамачуко.

Церковная провинция Уанкайо
- Архидиоцез Уанкайо;
  - Диоцез Тармы;
  - Диоцез Уануко.

### Епископская конференция Уругвая
Церковная провинция Монтевидео
- Архидиоцез Монтевидео;
  - Диоцез Канелонеса;
  - Диоцез Мальдонадо-Пунта-дель-Эсте;
  - Диоцез Мело;
  - Диоцез Мерседеса;
  - Диоцез Минаса;
  - Диоцез Сальто;
  - Диоцез Сан-Хосе-де-Майо;
  - Диоцез Такуарембо;
  - Диоцез Флориды.

### Епископская конференция Чили
Церковная провинция Антофагасты
- Архидиоцез Антофагасты;
  - Диоцез Икике;
  - Диоцез Сан-Маркос-де-Арики;
  - Диоцез Сан-Хуан-Баутиста-де-Каламы.

Церковная провинция Консепсьона
- Архидиоцез Консепсьона;
  - Диоцез Вальдивии;
  - Диоцез Вильяррики;
  - Диоцез Санта-Мария-де-Лос-Анхелеса;
  - Диоцез Темуко;
  - Диоцез Чильяна.

Церковная провинция Ла-Серены
- Архидиоцез Ла-Серены;
  - Диоцез Копьяпо;
  - Территориальная прелатура Ильяпеля.

Церковная провинция Пуэрто-Монта;
- Архидиоцез Пуэрто-Монта;
  - Диоцез Осорно;
  - Диоцез Пунта-Аренаса;
  - Диоцез Сан-Карлос-де-Анкуда.

Церковная провинция Сантьяго-де-Чили
- Архидиоцез Сантьяго-де-Чили;
  - Диоцез Вальпараисо;
  - Диоцез Линареса;
  - Диоцез Мелипильи;
  - Диоцез Ранкагуа;
  - Диоцез Сан-Бернардо;
  - Диоцез Сан-Фелипе;
  - Диоцез Тальки.

### Епископская конференция Эквадора
Церковная провинция Гуаякиля
- Архидиоцез Гуаякиля;
  - Диоцез Бабаойо.

Церковная провинция Кито
- Архидиоцез Кито;
  - Диоцез Амбато;
  - Диоцез Гуаранды;
  - Диоцез Ибарры;
  - Диоцез Латакунги;
  - Диоцез Риобамбы;
  - Диоцез Тулькана.

Церковная провинция Куэнки
- Архидиоцез Куэнки;
  - Диоцез Асогеса;
  - Диоцез Лохи;
  - Диоцез Мачалы.

Церковная провинция Портовьехо
- Архидиоцез Портовьехо;
  - Диоцез Санто-Доминго-эн-Эквадора.

## Азия

### Епископская конференция Бангладеш
Церковная провинция Дакки
- Архидиоцез Дакки;
  - Диоцез Динаджпура;
  - Диоцез Маймансингха;
  - Диоцез Раджшахи;
  - Диоцез Силхета.

Церковная провинция Читтагонга
- Архидиоцез Читтагонга;
  - Диоцез Барисала;
  - Диоцез Кхулны.

### Епископская конференция Бирмы
Церковная провинция Мандалая
- Архидиоцез Мандалая;
  - Диоцез Бамо;
  - Диоцез Калая;
  - Диоцез Лашо;
  - Диоцез Мьичины;
  - Диоцез Хакхи.

Церковная провинция Таунджи
- Архидиоцез Таунджи;
  - Диоцез Лойко;
  - Диоцез Пхайкхона;
  - Диоцез Тауннгу;
  - Диоцез Чёнгтуна.

Церковная провинция Янгона
- Архидиоцез Янгона;
  - Диоцез Моламьяйна;
  - Диоцез Пантейна;
  - Диоцез Пхаана;
  - Диоцез Пьи.

### Епископская конференция Вьетнама
Церковная провинция Ханоя
- Архидиоцез Ханоя;
  - Диоцез Бакниня;
  - Диоцез Буйчу;
  - Диоцез Виня;
  - Диоцез Лангшона и Каобанга;
  - Диоцез Тхайбиня;
  - Диоцез Тханьхоа;
  - Диоцез Фатдьема;
  - Диоцез Хайфон;
  - Диоцез Хынгхоа.

Церковная провинция Хошимина
- Архидиоцез Хошимина;
  - Диоцез Бариа;
  - Диоцез Виньлонга;
  - Диоцез Далата;
  - Диоцез Кантхо;
  - Диоцез Лонгсюена;
  - Диоцез Митхо;
  - Диоцез Суанлока;
  - Диоцез Фантхьета;
  - Диоцез Фукыонга.

Церковная провинция Хюэ
- Архидиоцез Хюэ;
  - Диоцез Буонметхуота;
  - Диоцез Дананга;
  - Диоцез Контума;
  - Диоцез Куинёна;
  - Диоцез Нячанга.

### Епископская конференция Индии
Церковная провинция Агры
- Архидиоцез Агры;
  - Диоцез Аджмера;
  - Диоцез Аллахабада;
  - Диоцез Баррейли;
  - Диоцез Варанаси;
  - Диоцез Джайпура;
  - Диоцез Джаханси;
  - Диоцез Лакхнау;
  - Диоцез Мератха;
  - Диоцез Удайпура.

Церковная провинция Бангалора
- Архидиоцез Бангалора;
  - Диоцез Белгаума;
  - Диоцез Беллари;
  - Диоцез Гулбарги;
  - Диоцез Карвара;
  - Диоцез Майсура;
  - Диоцез Мангалора;
  - Диоцез Удупи;
  - Диоцез Чикмагалура;
  - Диоцез Шимоги.

Церковная провинция Бомбея
- Архидиоцез Бомбея;
  - Диоцез Васаи;
  - Диоцез Нашика;
  - Диоцез Пуны.

Церковная провинция Бхопала
- Архидиоцез Бхопала;
  - Диоцез Гвалиора;
  - Диоцез Джабалпура;
  - Диоцез Джхабуа;
  - Диоцез Индаура;
  - Диоцез Кхандвы.

Церковная провинция Вераполи
- Архидиоцез Вераполи;
  - Диоцез Виджаяпурама;
  - Диоцез Каликута;
  - Диоцез Каннура;
  - Диоцез Коттапурама;
  - Диоцез Кочина;
  - Диоцез Султанпета.

Церковная провинция Вишакхапатнама
- Архидиоцез Вишакхапатнама;
  - Диоцез Гунтура;
  - Диоцез Неллора;
  - Диоцез Шрикакулама;
  - Диоцез Элуру.

Церковная провинция Гандинагара
- Архидиоцез Гандинагара;
  - Диоцез Ахмадабада;
  - Диоцез Бароды.

Церковная провинция Гоа и Дамана
- Архидиоцез Гоа и Дамана;
  - Диоцез Синдхудурга.

Церковная провинция Гувахати
- Архидиоцез Гувахати;
  - Диоцез Бонгайгаона;
  - Диоцез Дибругарха;
  - Диоцез Дипху;
  - Диоцез Итанагара;
  - Диоцез Миао;
  - Диоцез Тезпура.

Церковная провинция Дели
- Архидиоцез Дели;
  - Диоцез Джамму-Шринагара;
  - Диоцез Джуллундура;
  - Диоцез Симлы и Чандигарха.

Церковная провинция Импхала
- Архидиоцез Импхала;
  - Диоцез Кохимы.

Церковная провинция Калькутты
- Архидиоцез Калькутты;
  - Диоцез Асансола;
  - Диоцез Багдогры;
  - Диоцез Баруйпура;
  - Диоцез Дарджилинга;
  - Диоцез Джалпайгури;
  - Диоцез Кришнагара;
  - Диоцез Райганджа.

Церковная провинция Каттак-Бхубанесвара
- Архидиоцез Каттак-Бхубанесвара;
  - Диоцез Баласора;
  - Диоцез Брахмапура;
  - Диоцез Руркелы;
  - Диоцез Самбалпура.

Церковная провинция Мадраса и Мелапора
- Архидиоцез Мадраса и Мелапора;
  - Диоцез Веллуру;
  - Диоцез Коимбатура;
  - Диоцез Утакамунда;
  - Диоцез Чинглепета.

Церковная провинция Мадурая
- Архидиоцез Мадурая;
  - Диоцез Диндигула;
  - Диоцез Коттара;
  - Диоцез Кужитурая;
  - Диоцез Палаямкоттаи;
  - Диоцез Тируччираппалли;
  - Диоцез Тутикорина;
  - Диоцез Шиваганги.

Церковная провинция Нагпура
- Архидиоцез Нагпура;
  - Диоцез Амравати;
  - Диоцез Аурангабада.

Церковная провинция Патны
- Архидиоцез Патны;
  - Диоцез Беттиаха;
  - Диоцез Бхагалпура;
  - Диоцез Буксара;
  - Диоцез Музаффарпура;
  - Диоцез Пурнии.

Церковная провинция Пудучерри и Куддалора
- Архидиоцез Пудучерри и Куддалора;
  - Диоцез Дхармапури;
  - Диоцез Кумбаконама;
  - Диоцез Салема;
  - Диоцез Танджора.

Церковная провинция Райпура
- Архидиоцез Райпура;
  - Диоцез Амбикапура;
  - Диоцез Джашпура;
  - Диоцез Райгарха.

Церковная провинция Ранчи
- Архидиоцез Ранчи;
  - Диоцез Далтонганджа;
  - Диоцез Думки;
  - Диоцез Джамшедпура;
  - Диоцез Гумлы;
  - Диоцез Кхунти;
  - Диоцез Порт-Блэра;
  - Диоцез Симдеги;
  - Диоцез Хазарибагха.

Церковная провинция Тривандрума
- Архидиоцез Тривандрума;
  - Диоцез Аллеппи;
  - Диоцез Квилона;
  - Диоцез Неяттинкары;
  - Диоцез Пуналура.

Церковная провинция Хайдарабада
- Архидиоцез Хайдарабада;
  - Диоцез Варангала;
  - Диоцез Кадапы;
  - Диоцез Карнулу;
  - Диоцез Кхаммама;
  - Диоцез Налгонды.

Церковная провинция Шиллонга
- Архидиоцез Шиллонга;
  - Диоцез Агарталы;
  - Диоцез Аиджала;
  - Диоцез Джоваи;
  - Диоцез Нонгстойна;
  - Диоцез Туры.

### Епископская конференция Индонезии
Церковная провинция Джакарты
- Архидиоцез Джакарты;
  - Диоцез Бандунга;
  - Диоцез Богора.

Церковная провинция Купанга
- Архидиоцез Купанга;
  - Диоцез Атамбуа;
  - Диоцез Веетебулы.

Церковная провинция Макасара
- Архидиоцез Макасара;
  - Диоцез Амбоины;
  - Диоцез Манадо.

Церковная провинция Медана
- Архидиоцез Медана;
  - Диоцез Паданга;
  - Диоцез Сиболги.

Церковная провинция Мерауке
- Архидиоцез Мерауке;
  - Диоцез Агатса;
  - Диоцез Джаяпуры;
  - Диоцез Маноквари-Соронга;
  - Диоцез Тимики.

Церковная провинция Палембанга
- Архидиоцез Палембанга;
  - Диоцез Панкалпинанга;
  - Диоцез Танджункаранга.

Церковная провинция Понтианака
- Архидиоцез Понтианака;
  - Диоцез Кетапанга;
  - Диоцез Сангау;
  - Диоцез Синтанга.

Церковная провинция Самаринды
- Архидиоцез Самаринды;
  - Диоцез Банджармасина;
  - Диоцез Палангкараи;
  - Диоцез Танджунгселора.

Церковная провинция Семаранга
- Архидиоцез Семаранга;
  - Диоцез Маланга;
  - Диоцез Пурвокерто;
  - Диоцез Сурабаи.

Церковная провинция Энде
- Архидиоцез Энде;
  - Диоцез Денпасара;
  - Диоцез Ларантуки;
  - Диоцез Маумере;
  - Диоцез Рутенга.

### Епископская конференция Казахстана
Церковная провинция Пресвятой Девы Марии
- Архидиоцез Пресвятой Девы Марии;
  - Диоцез Караганды;
  - Диоцез Пресвятой Троицы;
  - Апостольская администратура Атырау.

### Епископская конференция Камбоджи
Церковная провинция Камбоджи
- Апостольский викариат Пномпеня;
- Апостольская префектура Баттамбанга;
- Апостольская префектура Кампонгтяма.

### Епископская конференция Киргизии
- Апостольская администратура Киргизии

### Епископская конференция Лаоса
- Апостольский викариат Вьентьяна;
- Апостольский викариат Луангпрабанга;
- Апостольский викариат Паксе;
- Апостольский викариат Саваннакхет.

### Епископская конференция Китая
Церковная провинция Аньцина
- Архидиоцез Аньцина;
  - Диоцез Бэнбу;
  - Диоцез Уху.

Церковная провинция Гуанчжоу
- Архидиоцез Гуанчжоу;
  - Диоцез Бэйхай;
  - Диоцез Гонконга;
  - Диоцез Цзянмэня;
  - Диоцез Цзяина;
  - Диоцез Шаньтоу;
  - Диоцез Шаочжоу.

Церковная провинция Гуйяна
- Архидиоцез Гуйяна;
  - Диоцез Наньлуна.

Церковная провинция Кайфэна
- Архидиоцез Кайфэна;
  - Диоцез Лояна;
  - Диоцез Наньяна;
  - Диоцез Синьяна;
  - Диоцез Цзисяня;
  - Диоцез Чжумадяня;
  - Диоцез Чжэнчжоу;
  - Диоцез Шанцю.

Церковная провинция Куньмина
- Архидиоцез Куньмина;
  - Диоцез Дали.

Церковная провинция Ланьчжоу
- Архидиоцез Ланьчжоу;
  - Диоцез Пинляна;
  - Диоцез Циньчжоу.

Церковная провинция Нанкина
- Архидиоцез Нанкина;
  - Диоцез Сучжоу;
  - Диоцез Сюйчжоу;
  - Диоцез Хаймэня;
  - Диоцез Шанхая.

Церковная провинция Наньнина
- Архидиоцез Наньнина;
  - Диоцез Учжоу.

Церковная провинция Наньчана
- Архидиоцез Наньчана;
  - Диоцез Ганьчжоу;
  - Диоцез Наньчэна;
  - Диоцез Цзианя;
  - Диоцез Юйцзяна.

Церковная провинция Пекина
- Архидиоцез Пекина;
  - Диоцез Аньго;
  - Диоцез Баодин;
  - Диоцез Вэйсянь;
  - Диоцез Дамин;
  - Диоцез Лулун;
  - Диоцез Синтай;
  - Диоцез Сюаньхуа;
  - Диоцез Сяньсянь;
  - Диоцез Тяньцзиня;
  - Диоцез Цзинсянь;
  - Диоцез Чжаосянь;
  - Диоцез Чжэндин.

Церковная провинция Сианя
- Архидиоцез Сианя;
  - Диоцез Саньюаня;
  - Диоцез Фэнсяна;
  - Диоцез Ханьчжуна;
  - Диоцез Чжоучжи;
  - Диоцез Яньаня.

Церковная провинция Тайюаня
- Архидиоцез Тайюаня;
  - Диоцез Датуна;
  - Диоцез Луаня;
  - Диоцез Фэньяна;
  - Диоцез Хундуна;
  - Диоцез Шочжоу;
  - Диоцез Юйцы.

Церковная провинция Уханя
- Архидиоцез Уханя;
  - Диоцез Ичана;
  - Диоцез Лаохэкоу;
  - Диоцез Пуци;
  - Диоцез Сянфаня;
  - Диоцез Учана;
  - Диоцез Ханьяна;
  - Диоцез Цичжоу;
  - Диоцез Шинаня.

Церковная провинция Фучжоу
- Диоцез Фучжоу;
  - Диоцез Сямыня;
  - Диоцез Тинчжоу;
  - Диоцез Фунина.

Церковная провинция Ханчжоу
- Архидиоцез Ханчжоу;
  - Диоцез Лишуй;
  - Диоцез Нинбо;
  - Диоцез Тайчжоу;
  - Диоцез Юнцзя.

Церковная провинция Хух-Хото
- Архидиоцез Хух-Хото;
  - Диоцез Иньчуаня;
  - Диоцез Чунли-Сиваньцзы;
  - Диоцез Цзинина.

Церковная провинция Цзинаня
- Архидиоцез Цзинаня;
  - Диоцез Линьи;
  - Диоцез Цаочжоу;
  - Диоцез Циндао;
  - Диоцез Чжоуцуня;
  - Диоцез Янгу;
  - Диоцез Яньчжоу;
  - Диоцез Яньтая.

Церковная провинция Чанша
- Архидиоцез Чанша;
  - Диоцез Хэнчжоу;
  - Диоцез Чандэ;
  - Диоцез Юаньлина.

Церковная провинция Чунцина
- Архидиоцез Чунцина;
  - Диоцез Ваньсяня;
  - Диоцез Кандина;
  - Диоцез Нинъюаня;
  - Диоцез Суйфу;
  - Диоцез Цзядина;
  - Диоцез Чэнду;
  - Диоцез Шуньцина.

Церковная провинция Шэньяна
- Архидиоцез Шэньяна;
  - Диоцез Жэхэ;
  - Диоцез Инкоу;
  - Диоцез Сыпина;
  - Диоцез Фушуня;
  - Диоцез Цзилиня;
  - Диоцез Чифэна;
  - Диоцез Яньцзи.

### Епископская конференция Кореи
Церковная провинция Кванджу
- Архидиоцез Кванджу;
  - Диоцез Чеджу;
  - Диоцез Чонджу.

Церковная провинция Сеула
- Архидиоцез Сеула;
  - Диоцез Вонджу;
  - Диоцез Инчхона;
  - Диоцез Пхеньяна;
  - Диоцез Сувона;
  - Диоцез Тэджона;
  - Диоцез Чхунчхона;
  - Диоцез Хамхына;
  - Диоцез Ыйджонбу.

Церковная провинция Тэгу
- Архидиоцез Тэгу;
  - Диоцез Андона;
  - Диоцез Масана;
  - Диоцез Пусана;
  - Диоцез Чхонджу.

### Епископская конференция Малайзии
Церковная провинция Куала-Лумпура
- Архидиоцез Куала-Лумпура;
  - Диоцез Малакка-Джохора;
  - Диоцез Пинанга.

Церковная провинция Кучинга
- Архидиоцез Кучинга;
  - Диоцез Мири;
  - Диоцез Сибу.

Церковная провинция Кота-Кинабалу
- Архидиоцез Кота-Кинабалу;
  - Диоцез Кенингау;
  - Диоцез Сандакана.

### Епископская конференция Монголии
- Апостольская префектура Улан-Батора.

### Епископская конференция Пакистана
Церковная провинция Карачи
- Архидиоцез Карачи;
  - Диоцез Хайдарабада.

Церковная провинция Лахора
- Архидиоцез Лахора;
  - Диоцез Мултана;
  - Диоцез Исламабада-Равалпинди;
  - Диоцез Фейсалабада;

### Епископская конференция Таиланда
Церковная провинция Бангкок
- Архидиоцез Бангкока;
  - Диоцез Накхонсавана;
  - Диоцез Ратбури;
  - Диоцез Сураттхани;
  - Диоцез Чантхабури;
  - Диоцез Чиангмая.

Церковная провинция Тхари и Нонсенга
- Архидиоцез Тхари и Нонсенга;
  - Диоцез Накхонратчасимы
  - Диоцез Убонратчатхани
  - Диоцез Удонтхани

### Епископская конференция Тайваня
Церковная провинция Тайбэя
- Архидиоцез Тайбэя;
  - Диоцез Синьчжу;
  - Диоцез Хуаляня;
  - Диоцез Гаосюна;
  - Диоцез Цзяи;
  - Диоцез Тайчжуна;
  - Диоцез Тайнаня.

### Епископская конференция Турции
Церковная провинция Измира
- Архидиоцез Измира.

### Епископская конференция Узбекистана
- Апостольская администратура Узбекистана.

### Епископская конференция Филиппин
Церковная провинция Давао
- Архидиоцез Давао;
  - Диоцез Дигоса;
  - Диоцез Мати;
  - Диоцез Тагума.

Церковная провинция Замбоанги
- Архидиоцез Замбоанги;
  - Диоцез Ипиля;
  - Территориальная прелатура Исабелы.

Церковная провинция Кагаян-де-Оро
- Архидиоцез Кагаян-де-Оро;
  - Диоцез Бутуана;
  - Диоцез Малайбалая;
  - Диоцез Суригао;
  - Диоцез Тандага.

Церковная провинция Каписа
- Архидиоцез Каписа;
  - Диоцез Калибо;
  - Диоцез Ромблона.

Церковная провинция Касереса
- Архидиоцез Касереса;
  - Диоцез Вирака;
  - Диоцез Даэта;
  - Диоцез Легаспи;
  - Диоцез Либманана;
  - Диоцез Масбате;
  - Диоцез Сорсогона.

Церковная провинция Котабато
- Архидиоцез Котабато;
  - Диоцез Кидапавана;
  - Диоцез Марбеля.

Церковная провинция Лингайен-Дагупана
- Архидиоцез Лингайен-Дагупана;
  - Диоцез Аламиноса;
  - Диоцез Кабанатуана;
  - Диоцез Сан-Фернандо-де-Ла-Унион;
  - Диоцез Сан-Хосе;
  - Диоцез Урданеты.

Церковная провинция Липы
- Архидиоцез Липы;
  - Диоцез Боака;
  - Диоцез Гумаки;
  - Диоцез Лусены;
  - Территориальная прелатура Инфанты.

Церковная провинция Манилы
- Архидиоцез Манилы;
  - Диоцез Антиполо;
  - Диоцез Имуса;
  - Диоцез Калукана;
  - Диоцез Кубао;
  - Диоцез Малолоса;
  - Диоцез Новаличеса;
  - Диоцез Параньяке;
  - Диоцез Пасига;
  - Диоцез Сан-Пабло.

Церковная провинция Новой Сеговии
- Архидиоцез Новой Сеговии;
  - Диоцез Багио;
  - Диоцез Бангеда;
  - Диоцез Лаоага.

Церковная провинция Осамиса
- Архидиоцез Осамиса;
  - Диоцез Диполога;
  - Диоцез Илигана;
  - Диоцез Пагадиана;
  - Территориальная прелатура Марави.

Церковная провинция Пало
- Архидиоцез Пало;
  - Диоцез Боронгана;
  - Диоцез Калбайога;
  - Диоцез Катармана;
  - Диоцез Наваля.

Церковная провинция Сан-Фернандо
- Архидиоцез Сан-Фернандо;
  - Диоцез Баланги;
  - Диоцез Ибы;
  - Диоцез Тарлака.

Церковная провинция Себу
- Архидиоцез Себу;
  - Диоцез Думагете;
  - Диоцез Маасина;
  - Диоцез Тагбиларана;
  - Диоцез Талибона.

Церковная провинция Тугегарао
- Архидиоцез Тугегарао;
  - Диоцез Байомбонга;
  - Диоцез Илагана;
  - Территориальная прелатура Батанеса.

Церковная провинция Харо
- Архидиоцез Харо;
  - Диоцез Баколода;
  - Диоцез Кабанкалана;
  - Диоцез Сан-Карлоса;
  - Диоцез Сан-Хосе-де-Антике.

Апостольские викариаты
- - Апостольский викариат Бонток-Лагаве;
  - Апостольский викариат Калапана;
  - Апостольский викариат Пуэрто-Принсесы
  - Апостольский викариат Сан-Хосе в Миндоро
  - Апостольский викариат Табука;
  - Апостольский викариат Тайтая;
  - Апостольский викариат Холо.

### Епископская конференция Шри Ланки
Церковная провинция Коломбо
- Архидиоцез Коломбо;
  - Диоцез Анурадхапуры;
  - Диоцез Бадуллы;
  - Диоцез Баттикалоа;
  - Диоцез Галле;
  - Диоцез Джаффны;
  - Диоцез Канди;
  - Диоцез Курунегалы;
  - Диоцез Маннар;
  - Диоцез Ратнапуры;
  - Диоцез Тринкомали;
  - Диоцез Чилав.

### Епископская конференция Японии
Церковная провинция Нагасаки
- Архидиоцез Нагасаки;
  - Диоцез Кагосимы;
  - Диоцез Нахи;
  - Диоцез Оиты;
  - Диоцез Фукуоки.

Церковная провинция Осаки—Такамацу
- Архидиоцез Осаки—Такамацу;
  - Диоцез Киото;
  - Диоцез Нагои;
  - Диоцез Хиросимы.

Церковная провинция Токио
- Архидиоцез Токио;
  - Диоцез Иокогамы;
  - Диоцез Ниигаты;
  - Диоцез Сайтамы;
  - Диоцез Саппоро;
  - Диоцез Сендая.

## Африка

### Епископская конференция Алжира
Церковная провинция Алжира
- Архидиоцез Алжира;
  - Диоцез Константины;
  - Диоцез Орана.

### Епископская конференция Анголы
Церковная провинция Луанды
- Архидиоцез Луанды;
  - Диоцез Вианы;
  - Диоцез Кабинды;
  - Диоцез Кашито;
  - Диоцез Мбанза-Конго;
  - Диоцез Сумбе.

Церковная провинция Лубанго
- Архидиоцез Лубанго;
  - Диоцез Менонгве;
  - Диоцез Намибе;
  - Диоцез Ондживы.

Церковная провинция Маланже
- Архидиоцез Маланже;
  - Диоцез Ндалатандо;
  - Диоцез Уиже.

Церковная провинция Сауримо
- Архидиоцез Сауримо;
  - Диоцез Дундо;
  - Диоцез Луэны.

Церковная провинция Уамбо
- Архидиоцез Уамбо;
  - Диоцез Бенгелы;
  - Диоцез Куито-Бие.

### Епископская конференция Бенина
Церковная провинция Котону
- Архидиоцез Котону;
  - Диоцез Абомей;
  - Диоцез Дасса-Зуме;
  - Диоцез Локосса;
  - Диоцез Порто-Ново.

Церковная провинция Параку
- Архидиоцез Параку;
  - Диоцез Джугу;
  - Диоцез Канди;
  - Диоцез Натитингу;
  - Диоцез Ндали.

### Епископская конференция Буркина-Фасо
Церковная провинция Бобо-Диуласо
- Архидиоцез Бобо-Диуласо;
  - Диоцез Банфора;
  - Диоцез Гауа;
  - Диоцез Диебугу;
  - Диоцез Дедугу;
  - Диоцез Нуна.

Церковная провинция Купелы
- Архидиоцез Купелы;
  - Диоцез Дори;
  - Диоцез Кая;
  - Диоцез Тенкодого;
  - Диоцез Фада-Нгурма.

Церковная провинция Уагадугу
- Архидиоцез Уагадугу;
  - Диоцез Кудугу;
  - Диоцез Манга;
  - Диоцез Уахигуя.

### Епископская конференция Бурунди
Церковная провинция Бужумбуры
- Архидиоцез Бужумбуры;
  - Диоцез Бубанзы;
  - Диоцез Бурури.

Церковная провинция Гитеги
- Архидиоцез Гитеги;
  - Диоцез Муйинги;
  - Диоцез Нгози;
  - Диоцез Руйиги;
  - Диоцез Рутаны.

### Епископская конференция Габона
Церковная провинция Либревиля
- Архидиоцез Либревиля;
  - Диоцез Муилы;
  - Диоцез Оема;
  - Диоцез Порт-Жантиля;
  - Диоцез Франсвиля.

### Епископская конференция Ганы
Церковная провинция Аккры
- Архидиоцез Аккры;
  - Диоцез Кета-Акатси;
  - Диоцез Кофоридуа;
  - Диоцез Хо;
  - Диоцез Ясикан.

Церковная провинция Кейп-Коста
- Архидиоцез Кейп-Коста;
  - Диоцез Виавсо;
  - Диоцез Секонди-Такоради.

Церковная провинция Кумаси
- Архидиоцез Кумаси;
  - Диоцез Гоасо;
  - Диоцез Кононго-Мампонг;
  - Диоцез Обуаси;
  - Диоцез Суниани;
  - Диоцез Течиман.

Церковная провинция Тамале
- Архидиоцез Тамале;
  - Диоцез Ва;
  - Диоцез Дамонго;
  - Диоцез Йенди;
  - Диоцез Навронго-Болгатанга;
  - Апостольский викариат Донкоркрома.

### Епископская конференция Гвинеи
Церковная провинция Конакри
- Архидиоцез Конакри;
  - Диоцез Канкана;
  - Диоцез Нзерекоре.

### Епископская конференция Замбии
Церковная провинция Касамы
- Архидиоцез Касамы;
  - Диоцез Мансы;
  - Диоцез Мпики.

Церковная провинция Лусаки
- Архидиоцез Лусаки;
  - Диоцез Кабве;
  - Диоцез Ливингстона;
  - Диоцез Монгу;
  - Диоцез Монзе;
  - Диоцез Ндолы;
  - Диоцез Солвези;
  - Диоцез Чипаты.

### Епископская конференция Зимбабве
Церковная провинция Булавайо
- Архидиоцез Булавайо;
  - Диоцез Гверу;
  - Диоцез Масвинго;
  - Диоцез Хванге.

Церковная провинция Хараре
- Архидиоцез Хараре;
  - Диоцез Гокве;
  - Диоцез Мутаре;
  - Диоцез Чинхойи.

### Епископская конференция Камеруна
Церковная провинция Баменды
- Архидиоцез Баменды;
  - Диоцез Буэа;
  - Диоцез Кумбо;
  - Диоцез Кумбы;
  - Диоцез Мамфе.

Церковная провинция Бертуа
- Архидиоцез Бертуа;
  - Диоцез Батури;
  - Диоцез Думэ-Абонг-Мбанга;
  - Диоцез Йокадума.

Церковная провинция Дуалы
- Архидиоцез Дуалы;
  - Диоцез Бафанга;
  - Диоцез Бафусамы;
  - Диоцез Нконгсамбы;
  - Диоцез Эдеа;
  - Диоцез Эсеки.

Церковная провинция Гаруа
- - Архидиоцез Гаруа;
  - Диоцез Йагуа.
  - Диоцез Маруа-Моколо;
  - Диоцез Нгаудере.

Церковная провинция Яунде
- Архидиоцез Яунде;
  - Диоцез Бафиа;
  - Диоцез Криби;
  - Диоцез Мбальмайо;
  - Диоцез Обалы;
  - Диоцез Сангмелимы;
  - Диоцез Эболовы.

### Епископская конференция Кении
Церковная провинция Кисуму
- Архидиоцез Кисуму;
  - Диоцез Бунгомы;
  - Диоцез Какамеги;
  - Диоцез Капсабета;
  - Диоцез Кисии;
  - Диоцез Китале;
  - Диоцез Лодвара;
  - Диоцез Хома Бэя;
  - Диоцез Элдорета.

Церковная провинция Момбасы
- Архидиоцез Момбасы;
  - Диоцез Гариссы;
  - Диоцез Малинди.

Церковная провинция Найроби
- Архидиоцез Найроби;
  - Диоцез Керичо;
  - Диоцез Китуи;
  - Диоцез Мачакоса;
  - Диоцез Накуру;
  - Диоцез Нгонга.

Церковная провинция Ньери
- Архидиоцез Ньери;
  - Диоцез Маралала;
  - Диоцез Марсабита;
  - Диоцез Меру;
  - Диоцез Муранги;
  - Диоцез Ньяхуруру;
  - Диоцез Эмбу.

### Епископская конференция Демократической Республики Конго
Церковная провинция Букаву
- Архидиоцез Букаву;
  - Диоцез Бутембо-Бени;
  - Диоцез Гомы;
  - Диоцез Касонго;
  - Диоцез Кинду;
  - Диоцез Увиры.

Церковная провинция Кананги
- Архидиоцез Кананги;
  - Диоцез Кабинды;
  - Диоцез Коле;
  - Диоцез Луэбо;
  - Диоцез Луизы;
  - Диоцез Мбужи-Майи;
  - Диоцез Мвеки;
  - Диоцез Тшумбе.

Церковная провинция Киншасы
- Архидиоцез Киншасы;
  - Диоцез Бомы;
  - Диоцез Идиофы;
  - Диоцез Кенге;
  - Диоцез Киквита;
  - Диоцез Кисанту;
  - Диоцез Матади;
  - Диоцез Попокабаки.

Церковная провинция Кисангани
- Архидиоцез Кисангани;
  - Диоцез Бондо;
  - Диоцез Бунии;
  - Диоцез Буты;
  - Диоцез Вамбы;
  - Диоцез Дорумы-Дунгу;
  - Диоцез Исанги;
  - Диоцез Исиро-Ниангары;
  - Диоцез Махаги-Ниоки.

Церковная провинция Лубумбаши
- Архидиоцез Лубумбаши;
  - Диоцез Калемие-Кирунгу;
  - Диоцез Камины;
  - Диоцез Килвы-Касенги;
  - Диоцез Колвези;
  - Диоцез Конголо;
  - Диоцез Маноно;
  - Диоцез Сакании-Кипуши.

Церковная провинция Мбандаки-Бикоро
- Архидиоцез Мбандаки-Бикоро;
  - Диоцез Басанкусу;
  - Диоцез Бокунгу-Икелы;
  - Диоцез Буджалы;
  - Диоцез Лисалы;
  - Диоцез Лоло;
  - Диоцез Молегбе.

### Епископская конференция Республики Конго
Церковная провинция Браззавиля
- Архидиоцез Браззавиля;
  - Диоцез Гамбомы;
  - Диоцез Кинкалы.

Церковная провинция Браззавиля
- Архидиоцез Пуэнт-Нуара;
  - Диоцез Долизи;
  - Диоцез Нкайи.

Церковная провинция Браззавиля
- Архидиоцез Овандо;
  - Диоцез Весо;
  - Диоцез Импфондо.

### Епископская конференция Кот-д’Ивуара
Церковная провинция Абиджана
- Архидиоцез Абиджана;
  - Диоцез Агбовиля;
  - Диоцез Гран-Бассама;
  - Диоцез Йопугона.

Церковная провинция Буаке
- Архидиоцез Буаке;
  - Диоцез Абенгуру;
  - Диоцез Бондуку;
  - Диоцез Ямусукро.

Церковная провинция Ганьоа
- Архидиоцез Ганьоа;
  - Диоцез Далоа;
  - Диоцез Мана;
  - Диоцез Сан-Педро-эн-Кот-д’Ивуара.

Церковная провинция Корого
- Архидиоцез Корого;
  - Диоцез Катиолы;
  - Диоцез Одиенне.

### Епископская конференция Лесото
Церковная провинция Масеру
- Архидиоцез Масеру;
  - Диоцез Лерибе;
  - Диоцез Мохалес-Хука;
  - Диоцез Цгачас-Нека.

### Епископская конференция Либерии
Церковная провинция Монровии
- Архидиоцез Монровии;
  - Диоцез Гбарнги;
  - Диоцез Кейп-Пальмаса.

### Епископская конференция Мадагаскара
Церковная провинция Антананариву
- Архидиоцез Антананариву;
  - Диоцез Анцирабе;
  - Диоцез Миаринариву;
  - Диоцез Цируанумандиди.

Церковная провинция Анцирананы
- Архидиоцез Анцирананы;
  - Диоцез Амбандзы;
  - Диоцез Махадзанги;
  - Диоцез Порт-Берге.

Церковная провинция Тулиары
- Архидиоцез Тулиары;
  - Диоцез Мурумбе;
  - Диоцез Мурундавы;
  - Диоцез Тулагнару.

Церковная провинция Туамасины
- Архидиоцез Туамасины;
  - Диоцез Амбатундразаки;
  - Диоцез Мураманги;
  - Диоцез Фенуариву-Ацинананы.

Церковная провинция Фианаранцуа
- Архидиоцез Фианаранцуа;
  - Диоцез Амбуситры;
  - Диоцез Ихози;
  - Диоцез Манандзари;
  - Диоцез Фарафанганы.

### Епископская конференция Малави
Церковная провинция Блантайра
- Архидиоцез Блантайра;
  - Диоцез Зомбы;
  - Диоцез Мангочи;
  - Диоцез Чиквавы.

Церковная провинция Лилонгве
- Архидиоцез Лилонгве;
  - Диоцез Дедзы;
  - Диоцез Каронги;
  - Диоцез Мзузу.

### Епископская конференция Мали
Церковная провинция Бамако
- Архидиоцез Бамако;
  - Диоцез Каеса;
  - Диоцез Мопти;
  - Диоцез Сана;
  - Диоцез Сегу;
  - Диоцез Сикасо.

### Епископская конференция Мозамбика
Церковная провинция Бейры
- Архидиоцез Бейры;
  - Диоцез Герю;
  - Диоцез Келимане;
  - Диоцез Тете;
  - Диоцез Шимойо.

Церковная провинция Мапуту
- Архидиоцез Мапуту;
  - Диоцез Иньямбане;
  - Диоцез Шаи-Шаи.

Церковная провинция Нампулы
- Архидиоцез Нампулы;
  - Диоцез Лишинги;
  - Диоцез Накалы;
  - Диоцез Пембы.

### Епископская конференция Намибии
Церковная провинция Виндхука
- Архидиоцез Виндхука;
  - Диоцез Китмансхупа;
  - Апостольский викариат Рунду.

### Епископская конференция Нигера
Церковная провинция Ниамея
- Архидиоцез Ниамея;
  - Диоцез Маради.

### Епископская конференция Нигерии
Церковная провинция Абуджи
- Архидиоцез Абуджи;
  - Диоцез Гбоко;
  - Диоцез Иды;
  - Диоцез Катсины-Алы;
  - Диоцез Лафиа;
  - Диоцез Локоджи;
  - Диоцез Макурди;
  - Диоцез Отукпо.

Церковная провинция Бенин-Сити
- Архидиоцез Бенин-Сити;
  - Диоцез Аучи;
  - Диоцез Варри;
  - Диоцез Исселе-Уку;
  - Диоцез Уроми.

Церковная провинция Джоса
- Архидиоцез Джоса;
  - Диоцез Баучи;
  - Диоцез Джалинго;
  - Диоцез Йолы;
  - Диоцез Майдугури;
  - Диоцез Панкшина;
  - Диоцез Шендама.

Церковная провинция Ибадана
- Архидиоцез Ибадана;
  - Диоцез Ойо;
  - Диоцез Ондо;
  - Диоцез Осогбо;
  - Диоцез Экити.

Церковная провинция Кадуны
- Архидиоцез Кадуны;
  - Диоцез Зариа;
  - Диоцез Илорина;
  - Диоцез Кано;
  - Диоцез Кафанчана;
  - Диоцез Минны;
  - Диоцез Сокото.

Церковная провинция Калабара
- Архидиоцез Калабара;
  - Диоцез Икот-Еккене;
  - Диоцез Огоджи;
  - Диоцез Порт-Харкорта;
  - Диоцез Уйо.

Церковная провинция Лагоса
- Архидиоцез Лагоса;
  - Диоцез Абеокуты;
  - Диоцез Иджебу-Оде.

Церковная провинция Оверри
- Архидиоцез Оверри;
  - Диоцез Абы;
  - Диоцез Ахиары;
  - Диоцез Окигве;
  - Диоцез Орлу;
  - Диоцез Умуахиа.

Церковная провинция Оничи
- Архидиоцез Оничи;
  - Диоцез Абакалики;
  - Диоцез Авгу;
  - Диоцез Авки;
  - Диоцез Нневи;
  - Диоцез Нсукки;
  - Диоцез Энугу.

### Епископская конференция Руанды
Церковная провинция Кигали
- Архидиоцез Кигали;
  - Диоцез Бутаре;
  - Диоцез Бьюмбы
  - Диоцез Гиконгоро;
  - Диоцез Кабгайи;
  - Диоцез Кибунго;
  - Диоцез Ньюндо;
  - Диоцез Рухенгери;
  - Диоцез Чьянгугу.

### Епископская конференция Сенегала
Церковная провинция Дакара
- Архидиоцез Дакара;
  - Диоцез Зигиншора;
  - Диоцез Каолака;
  - Диоцез Колды;
  - Диоцез Сен-Луи;
  - Диоцез Тамбакунды;
  - Диоцез Тиеса.

### Епископская конференция Судана
Церковная провинция Хартума
- Архидиоцез Хартума;
  - Диоцез Эль-Обейда.

### Епископская конференция Сьерра-Леоне
Церковная провинция Фритауна
- Архидиоцез Фритауна;
  - Диоцез Бо;
  - Диоцез Кенемы;
  - Диоцез Макени.

### Епископская конференция Танзании
Церковная провинция Аруши
- Архидиоцез Аруши;
  - Диоцез Мбулу;
  - Диоцез Моши;
  - Диоцез Саме.

Церковная провинция Дар-эс-Салама
- Архидиоцез Дар-эс-Салама;
  - Диоцез Занзибара;
  - Диоцез Ифакары;
  - Диоцез Махенге;
  - Диоцез Морогоро;
  - Диоцез Танги.

Церковная провинция Додомы
- Архидиоцез Додомы;
  - Диоцез Кондоа;
  - Диоцез Сингиды.

Церковная провинция Мбеи
- Архидиоцез Мбеи;
  - Диоцез Иринги;
  - Диоцез Сумбаванги.

Церковная провинция Мванзы
- Архидиоцез Мванзы;
  - Диоцез Букобы;
  - Диоцез Бунды;
  - Диоцез Гейты;
  - Диоцез Каянги;
  - Диоцез Мусомы;
  - Диоцез Руленге-Нгары;
  - Диоцез Шиньянги.

Церковная провинция Сонгеа
- Архидиоцез Сонгеа;
  - Диоцез Линди;
  - Диоцез Мбинги;
  - Диоцез Мтвары;
  - Диоцез Нджомбе;
  - Диоцез Тундуру-Масаси.

Церковная провинция Таборы
- Архидиоцез Таборы;
  - Диоцез Кахамы;
  - Диоцез Кигомы;
  - Диоцез Мпанды.

### Епископская конференция Того
Церковная провинция Ломе
- Архидиоцез Ломе;
  - Диоцез Анехо;
  - Диоцез Атакпаме;
  - Диоцез Дапаонга;
  - Диоцез Кары;
  - Диоцез Кпалиме;
  - Диоцез Сокоде.

### Епископская конференция Уганды
Церковная провинция Гулу
- Архидиоцез Гулу;
  - Диоцез Аруа;
  - Диоцез Лиры;
  - Диоцез Небби.

Церковная провинция Кампалы
- Архидиоцез Кампалы;
  - Диоцез Касаны-Луверо;
  - Диоцез Кийинды-Митьяны;
  - Диоцез Лугази;
  - Диоцез Масаки.

Церковная провинция Мбарары
- Архидиоцез Мбарары;
  - Диоцез Кабале;
  - Диоцез Касесе;
  - Диоцез Форт-Портала;
  - Диоцез Хоймы.

Церковная провинция Тороро
- Архидиоцез Тороро;
  - Диоцез Джинджи;
  - Диоцез Котидо;
  - Диоцез Морото;
  - Диоцез Сороти.

### Епископская конференция Центральной Африканской Республики
Церковная провинция Банги
- Архидиоцез Банги;
  - Диоцез Алиндао;
  - Диоцез Бамбари;
  - Диоцез Бангасу;
  - Диоцез Берберати;
  - Диоцез Босангоа;
  - Диоцез Буара;
  - Диоцез Кага-Бандоро;
  - Диоцез Мбаики;

### Епископская конференция Чада
Церковная провинция Нджамены
- Архидиоцез Нджамены;
  - Диоцез Добы;
  - Диоцез Горе;
  - Диоцез Лаи;
  - Диоцез Мунду;
  - Диоцез Палы;
  - Диоцез Сарха.

### Епископская конференция Экваториальной Гвинеи
Церковная провинция Малабо
- Архидиоцез Малабо;
  - Диоцез Баты;
  - Диоцез Монгомо;
  - Диоцез Эбебьина;
  - Диоцез Эвинайонга.

### Епископская конференция Эфиопии
Церковная провинция Аддис-Абебы
- Архидиоцез Аддис-Абебы;
  - Диоцез Адди-Грата;
  - Диоцез Бахр-Дара — Дэссе;
  - Диоцез Эмдибира.

### Епископская конференция Южно-Африканской Республики
Церковная провинция Блумфонтейна
- Архидиоцез Блумфонтейна;
  - Диоцез Бетлехема;
  - Диоцез Кеймус-Апингтона;
  - Диоцез Кимберли;
  - Диоцез Крунстада.

Церковная провинция Дурбана
- Архидиоцез Дурбана;
  - Диоцез Данди;
  - Диоцез Кокстада;
  - Диоцез Марианхилла;
  - Диоцез Умзимкулу;
  - Диоцез Умтаты;
  - Диоцез Эшове;
  - Апостольский викариат Ингвавумы

Церковная провинция Йоханнесбурга
- Архидиоцез Йоханнесбурга;
  - Диоцез Витбанка;
  - Диоцез Клерксдорпа;
  - Диоцез Манзини (Свазиленд);

Церковная провинция Кейптауна
- Архидиоцез Кейптауна;
  - Диоцез Аливал-Норта;
  - Диоцез Де-Ара;
  - Диоцез Куинстауна;
  - Диоцез Оудсхурна;
  - Диоцез Порт-Элизабета;

Церковная провинция Претории
- Архидиоцез Претории;
  - Диоцез Габороне (Ботсвана)
  - Диоцез Полокване;
  - Диоцез Рюстенбурга;
  - Диоцез Тзанеена;
  - Апостольский викариат Франсистауна (Ботсвана)

### Епископская конференция Южного Судана
Церковная провинция Джубы
- Архидиоцез Джубы;
  - Диоцез Вау;
  - Диоцез Ей;
  - Диоцез Малакаля;
  - Диоцез Румбека;
  - Диоцез Томбура-Ямбио;
  - Диоцез Торита.

## Индийский океан

### Епископская конференция Индийского океана
- Диоцез Порт-Виктория;
- Диоцез Порт-Луи;
- Диоцез Сан-Дени-де-ла-Реюньон;
- Апостольский викариат Коморского архипелага;
- Апостольский викариат Родригеса.